# Toyota New Global Architecture

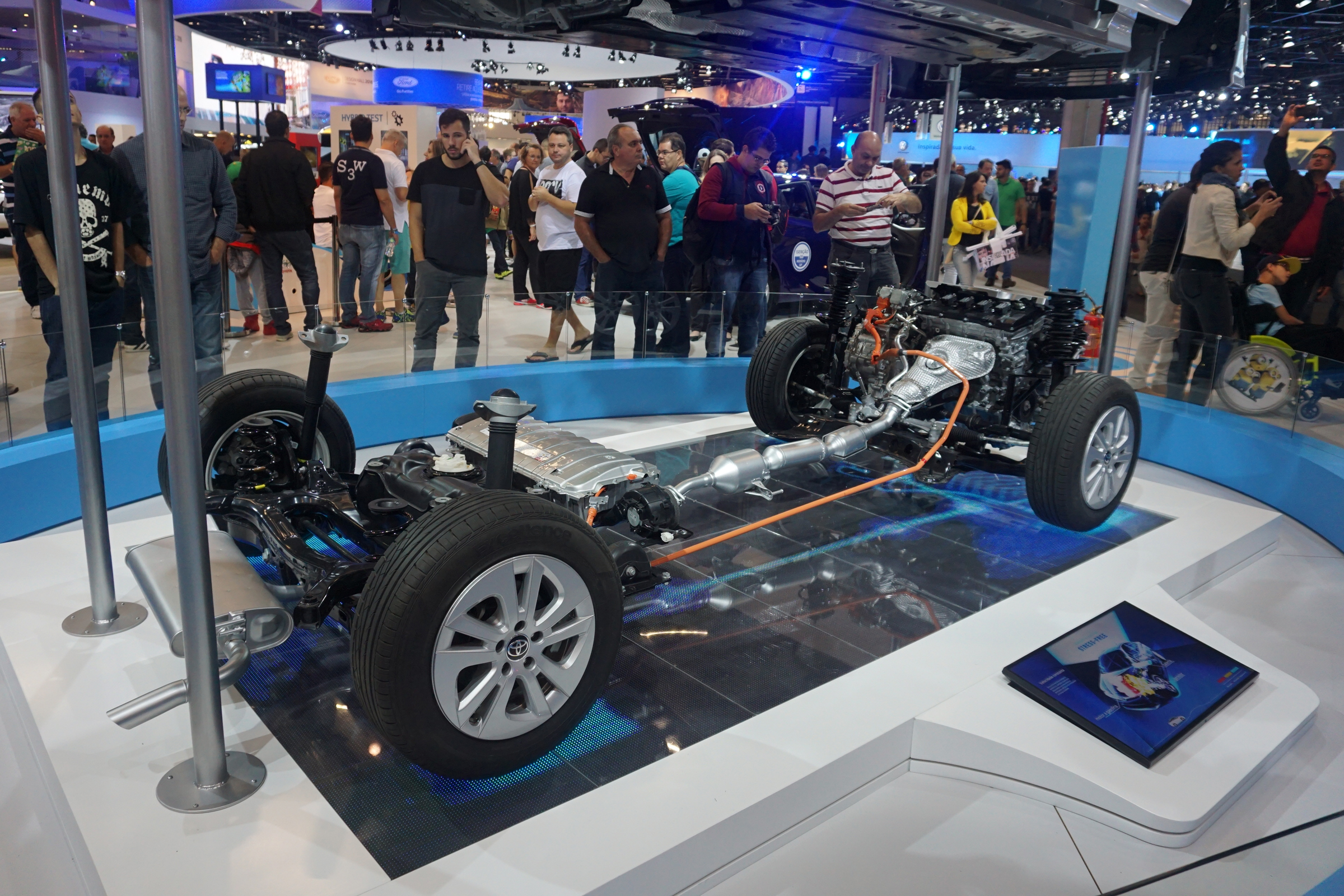
TNGA-C (GA-C)

Toyota New Global Architecture (скор. TNGA) - нова глобальна модульна архітектура компанії Toyota для створення платформ і силових агрегатів нових автомобілів, представлена в 2015 році.

## Історія
Про плани розробки нової глобальної архітектури стало відомо із щорічного звіту Toyota Motor Corporation за 2012 рік. Toyota Prius четвертого покоління став першим автомобілем Toyota, побудованим на світовій архітектурі TNGA. Світова прем'єра Toyota Prius четвертого покоління відбулася у Лас-Вегасі, США, 8 вересня 2015 року.

## Переваги
Перехід до архітектури TNGA дозволив зробити виробництво автомобілів ефективнішим. Загальна для всіх моделей архітектура дозволяє скоротити кількість вузлів і агрегатів, що одночасно використовуються у виробництві. Оптимізація лінійки компонентів вивільняє тимчасові та грошові ресурси та спрощує завдання контролю якості, що позитивно позначається на надійності автомобіля. Скорочення номенклатури деталей та вузлів робить виробничий процес більш гнучким. Для переналаштування виробничої лінії під випуск нової моделі потрібно менше часу та ресурсів. Вивільнені ресурси використовують для розробки нових автомобілів. Уніфікація технічної частини проектування дозволяє приділити більше уваги дизайну інтер'єру та інтер'єру.

## Технологічні особливості
Модульна архітектура дозволяє проектувати автомобілі різних ринкових сегментів. У рамках загальної концепції можливе створення моделей з різним компонуванням силових агрегатів, з переднім, заднім або повним приводом. Модульний підхід до проектування двигунів забезпечує можливість створення широкої лінійки легких та компактних силових агрегатів різного робочого об'єму та потужності на базі стандартних компонентів.
Нова архітектура дозволила збільшити жорсткість силової структури кузова. Проектування платформи для кожної нової моделі ведеться індивідуально, що дозволяє оптимізувати розміщення вузлів усередині силової структури. Завдяки цьому вдається досягти зниження центру тяжкості та загальної висоти автомобіля та більш ефективно розподілити навантаження на осі.

## TNGA-B (GA-B)
Платформа TNGA-B лежить в основі автомобілів з цільним кузовом сегмента A або міського автомобіля, сегмента B або субкомпактного автомобіля, субкомпактного кросовера-позашляховика та міні-MPV. Розроблена внутрішньою компанією «Toyota Compact Car Company», платформа пропонується як у передньо-, так і в повнопривідному варіантах і поєднується з поперечно розташованим двигуном. Платформа також підтримує колісну базу 2430–2750 мм, але підтримує лише трициліндрові двигуни. TNGA-B замінює старішу платформу B.

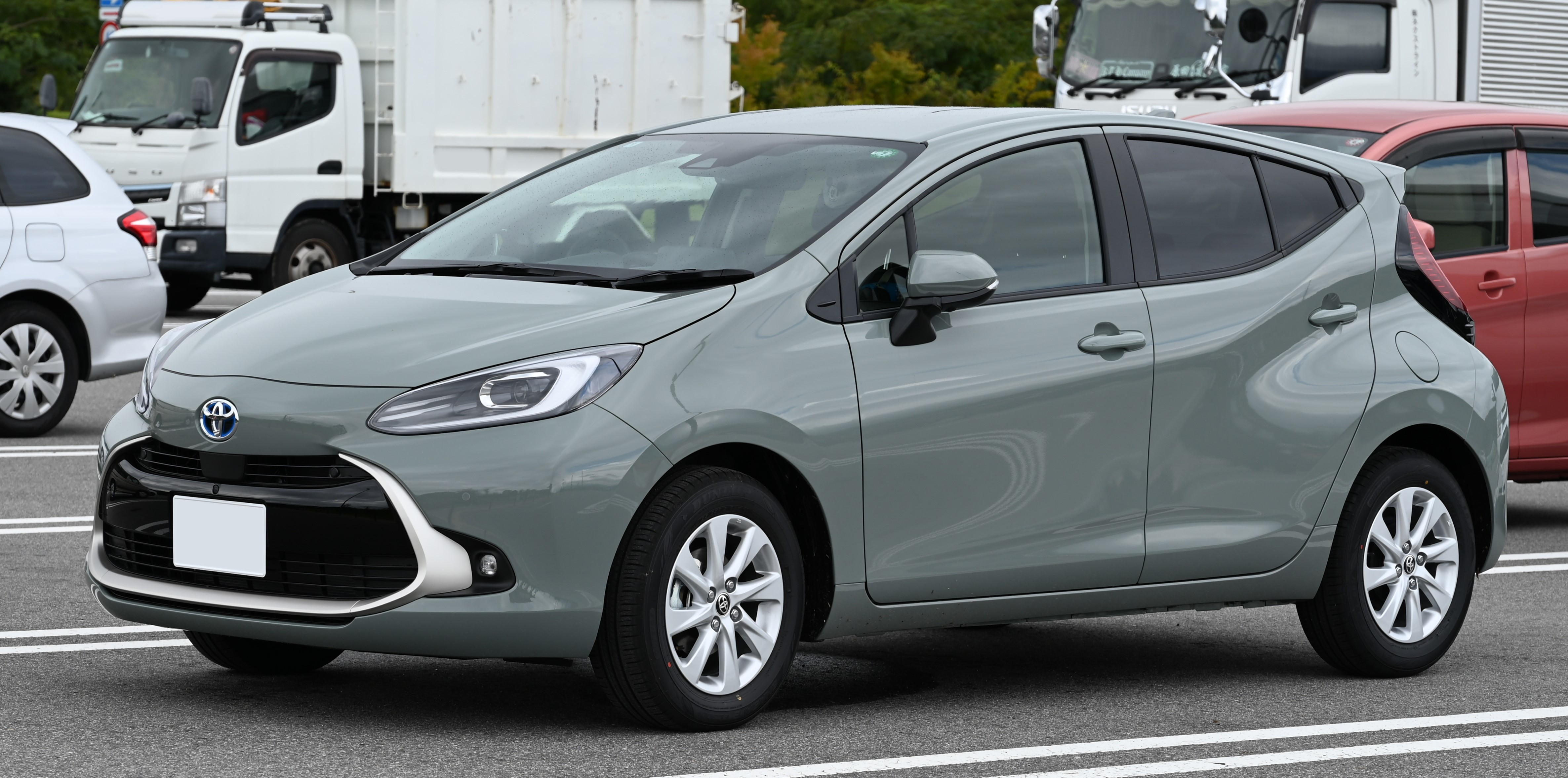
Toyota Aqua
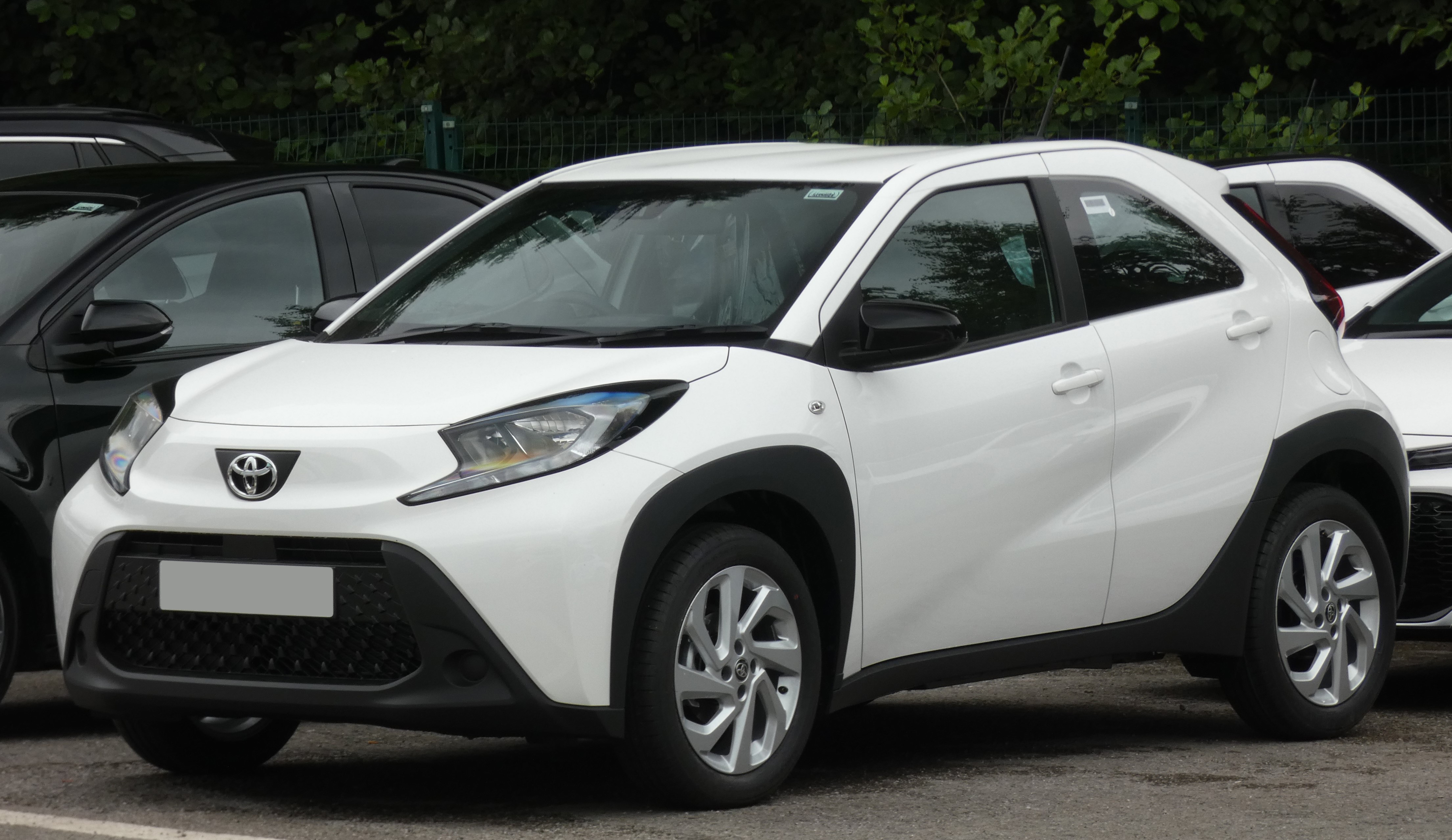
Toyota Aygo X
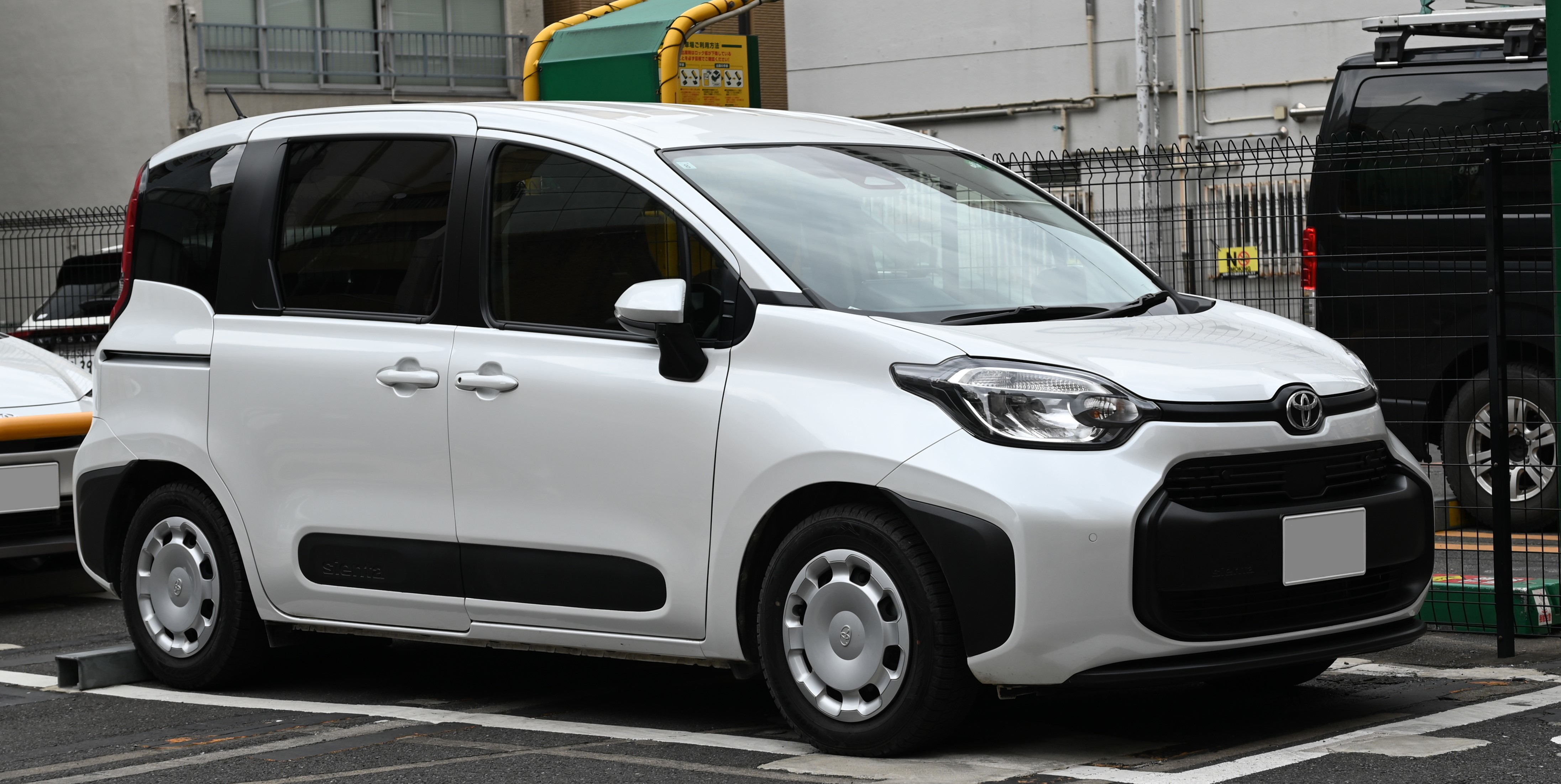
Toyota Sienta
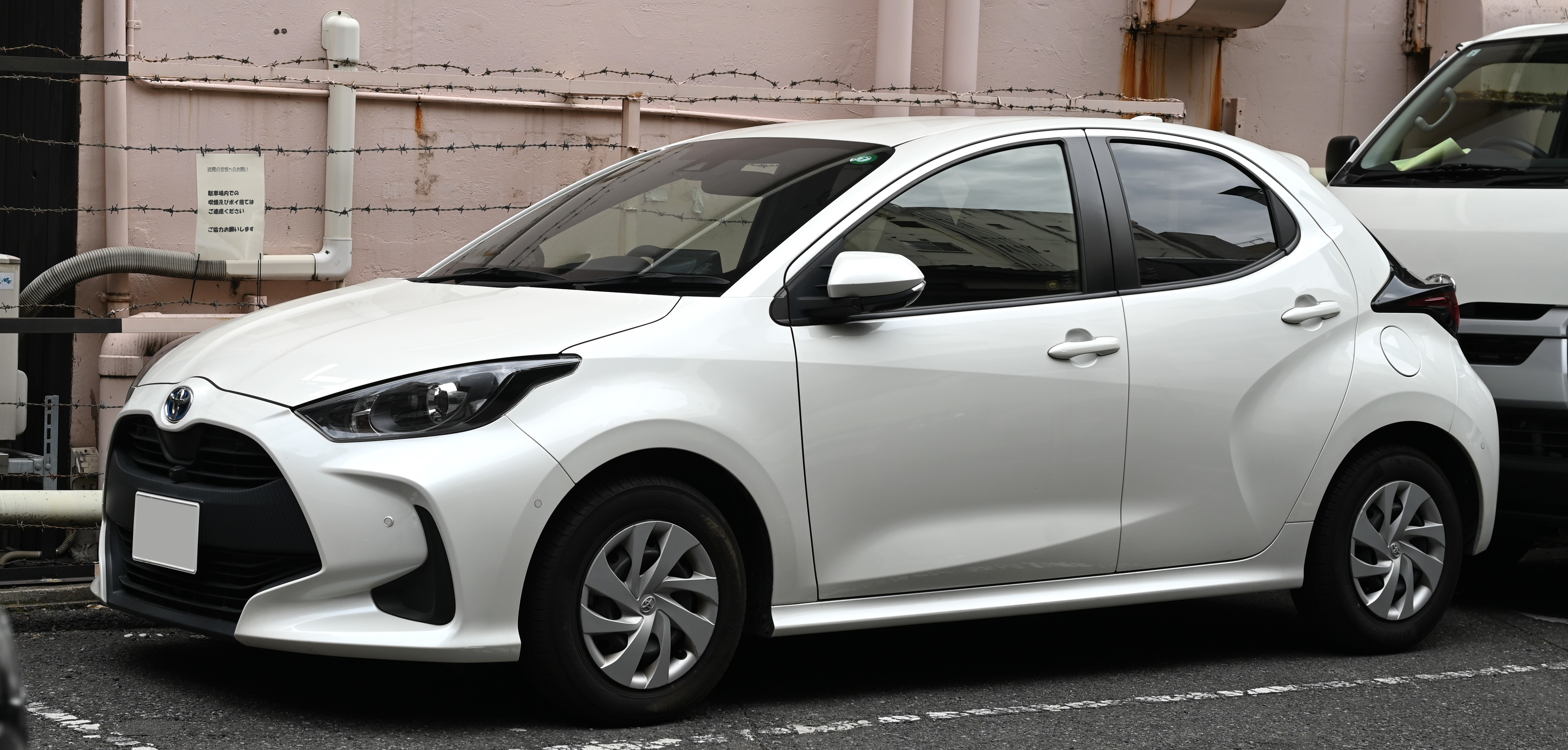
Toyota Yaris
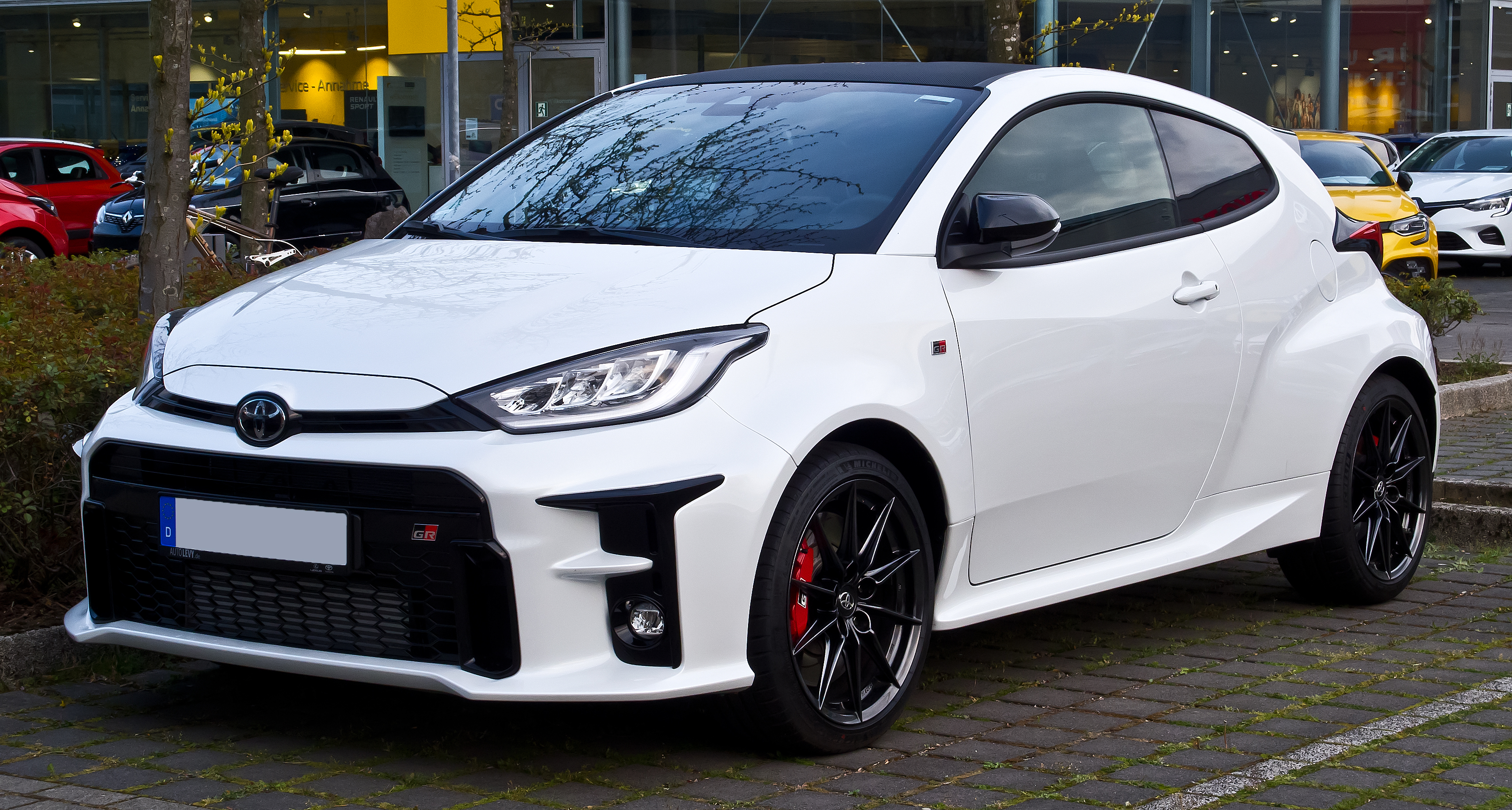
Toyota GR Yaris
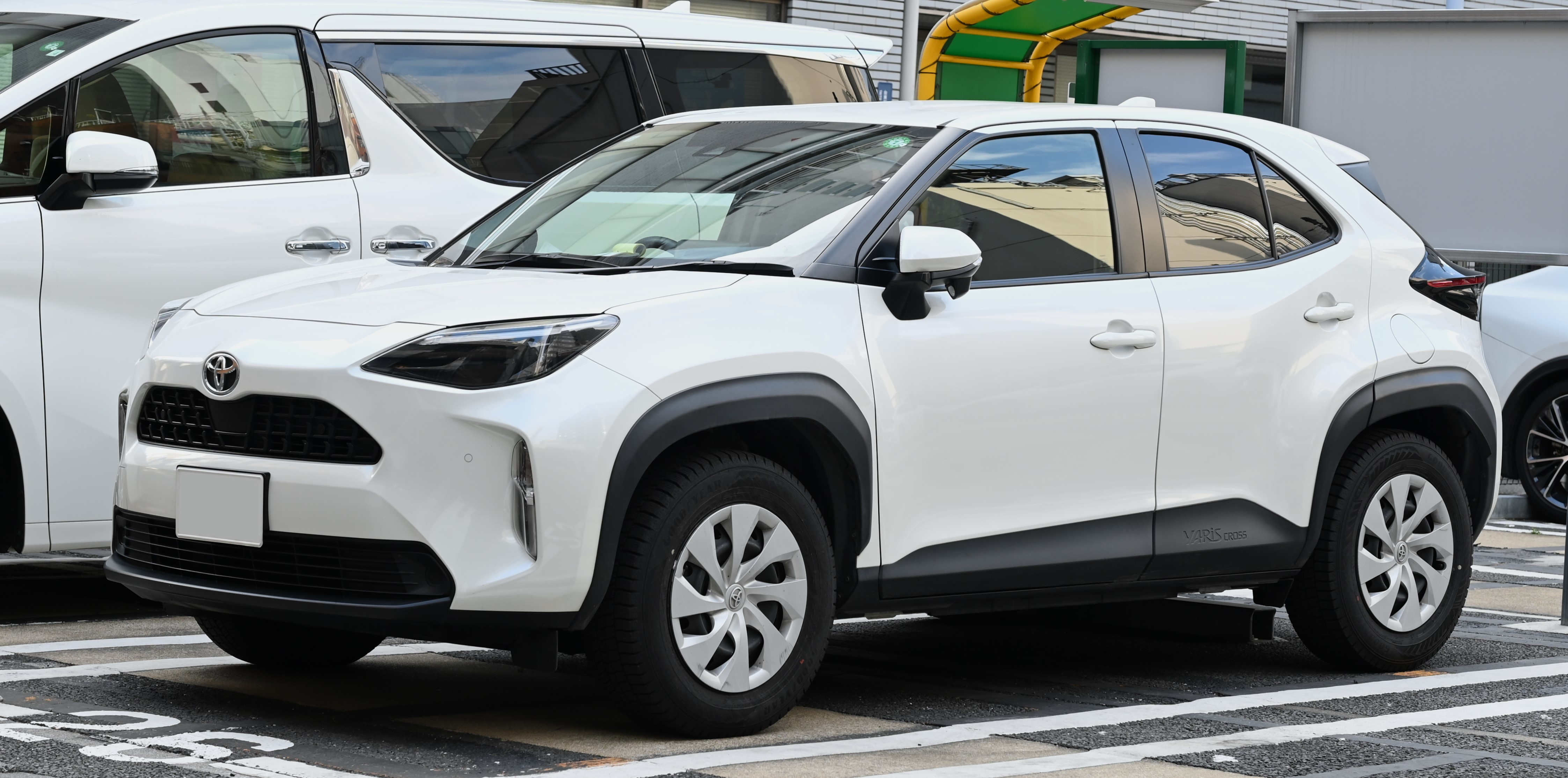
Toyota Yaris Cross
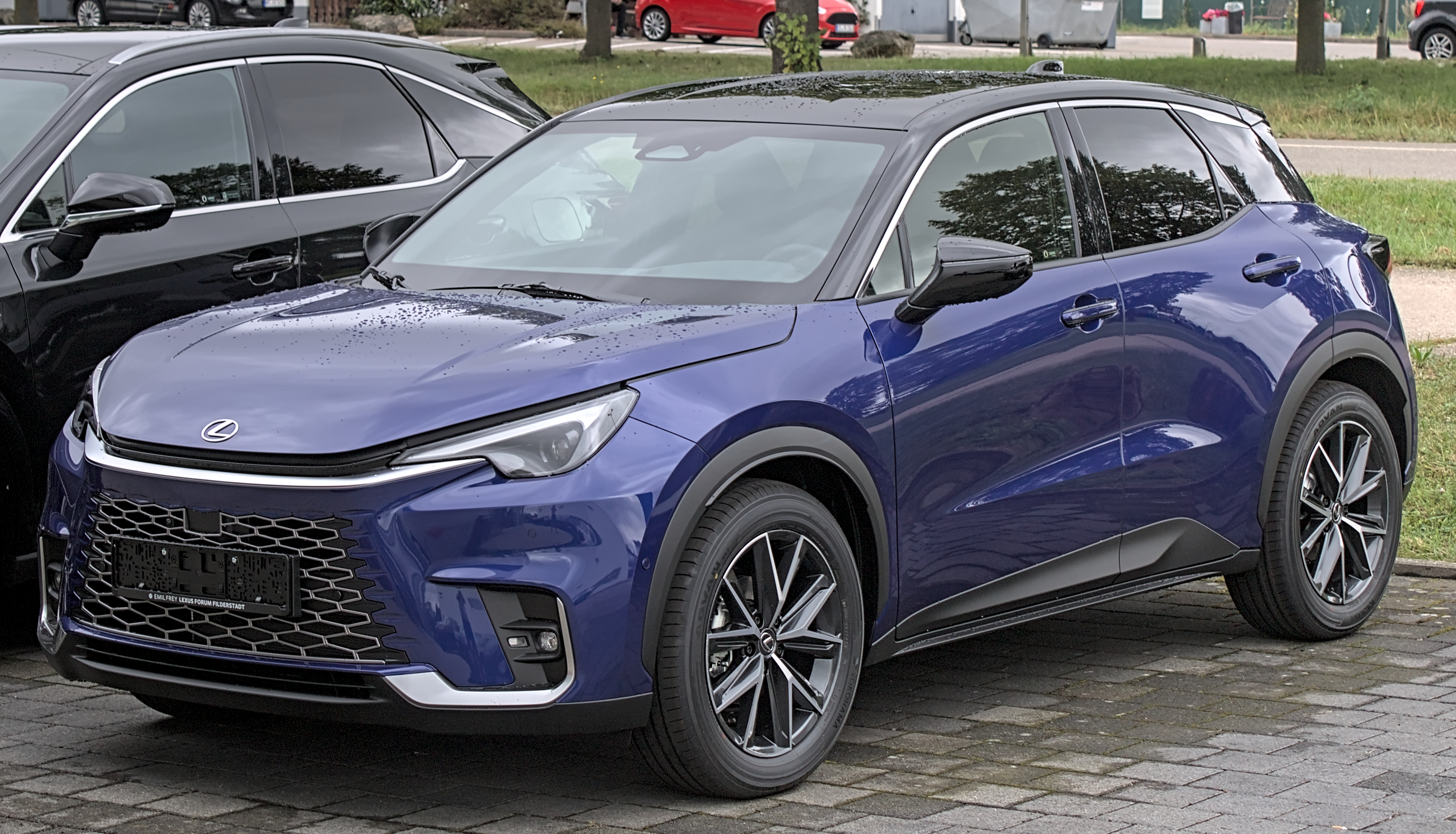
Lexus LBX

## TNGA-C (GA-C)
Платформа TNGA-C лежить в основі автомобілів з цільним кузовом у категоріях C-сегмента або компактних автомобілів, субкомпактних/компактних кросоверів-позашляховиків та компактних/середньорозмірних мінівенів. Платформа пропонується як у передньопривідному, так і в повнопривідному варіантах і поєднується з поперечно розташованим двигуном. Платформа також підтримує колісну базу 2640–2850 мм. TNGA-C замінює старіші платформи MC/New MC.

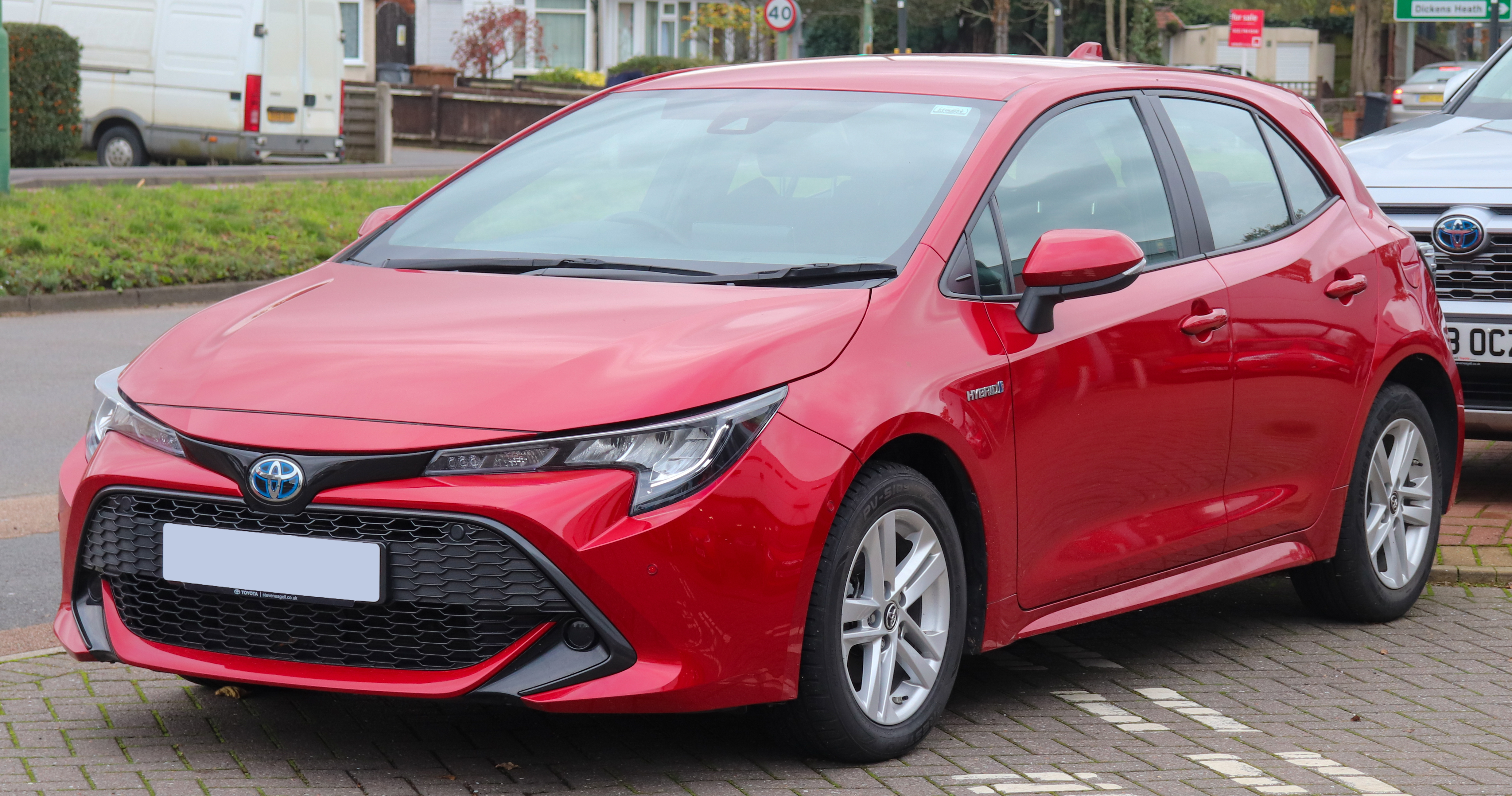
Toyota Corolla
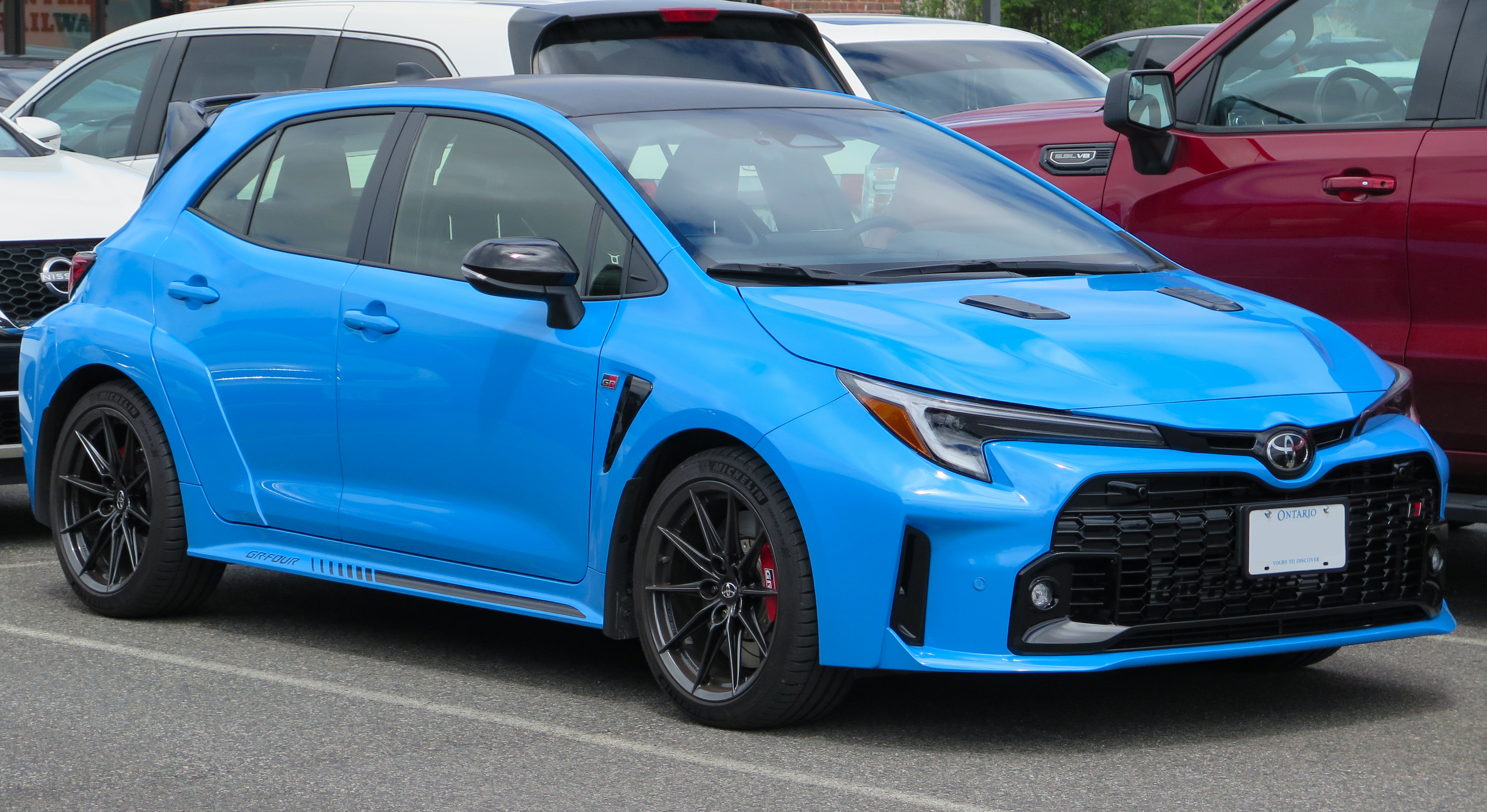
Toyota GR Corolla
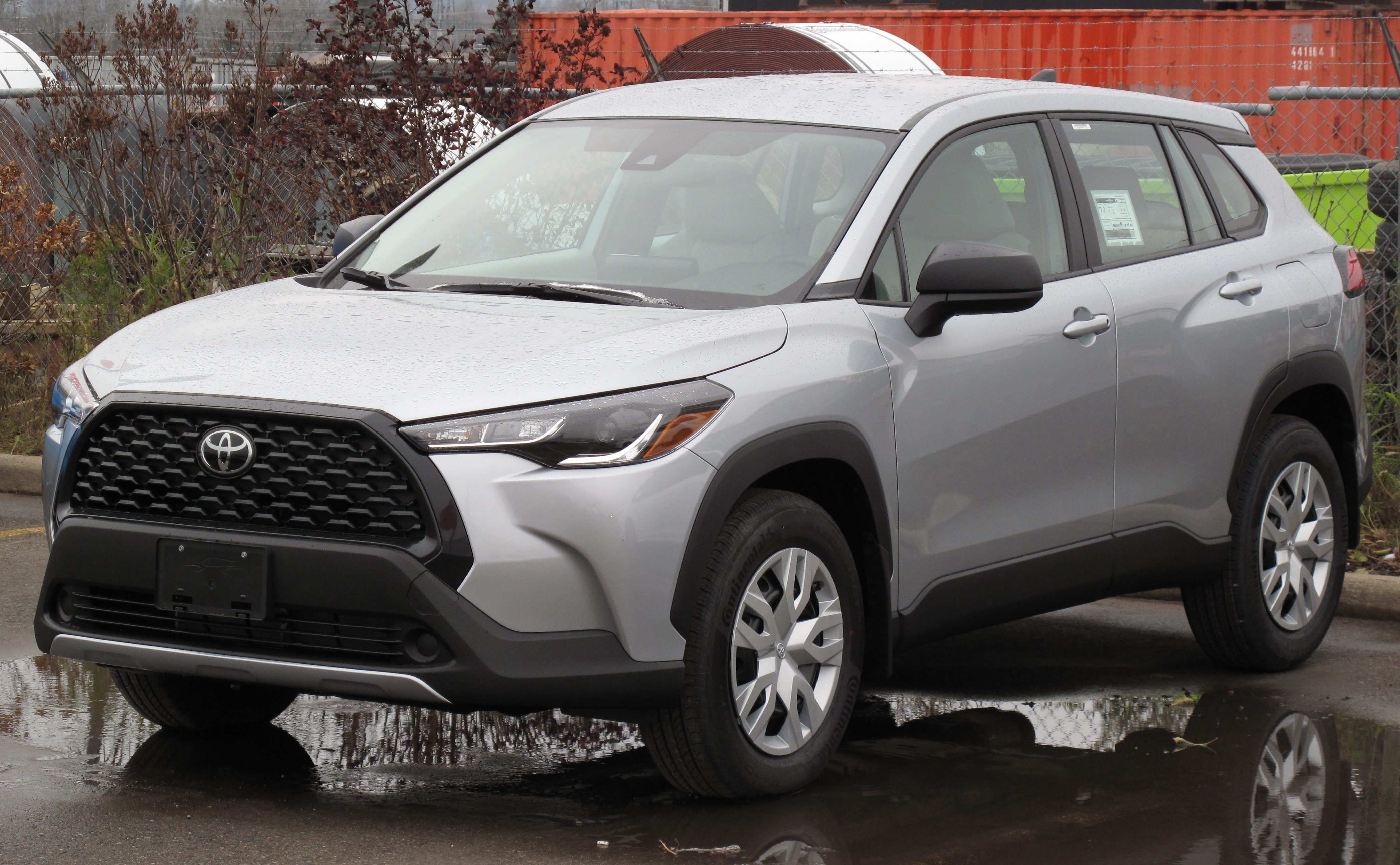
Toyota Corolla Cross
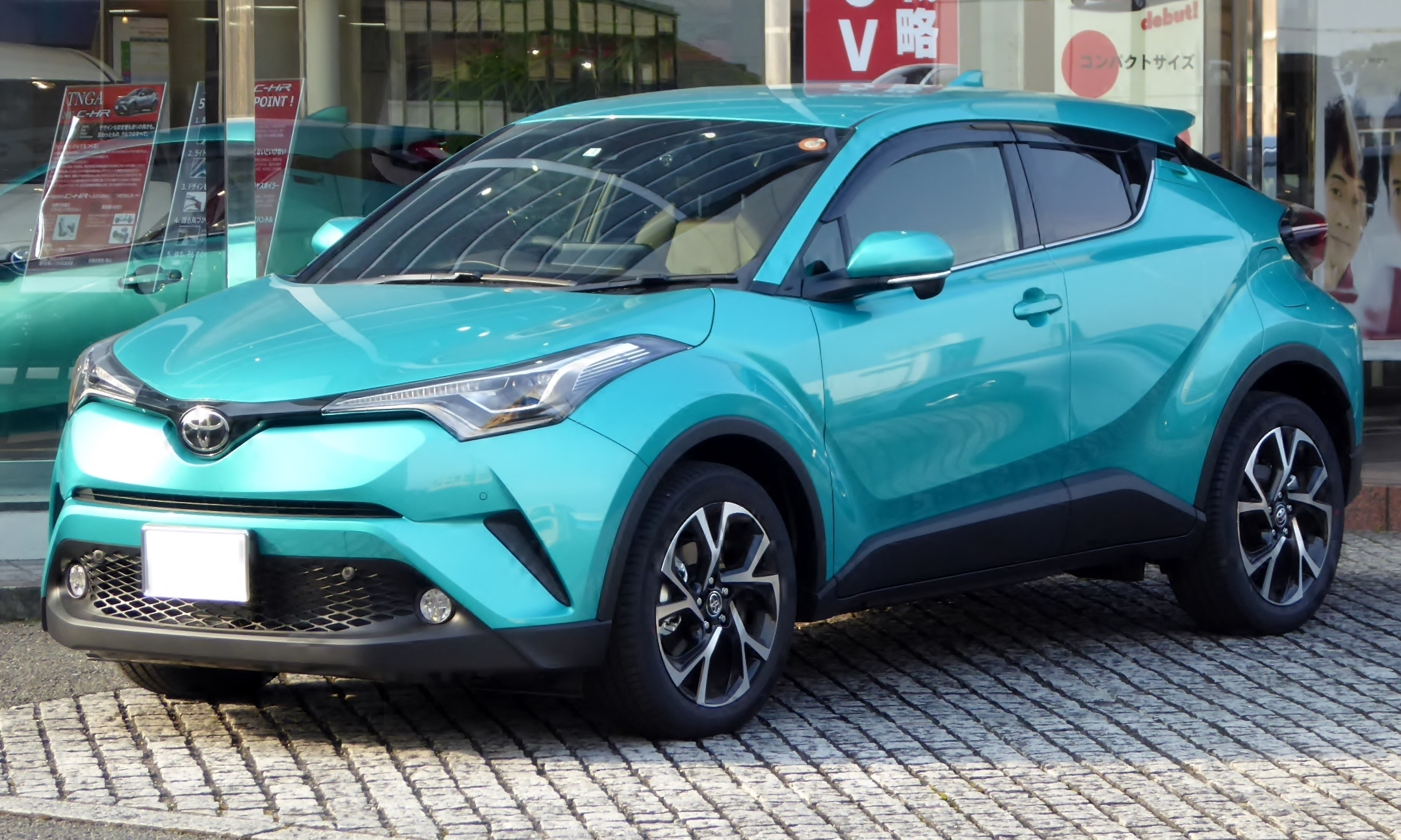
Toyota C-HR (AX10/AX50)
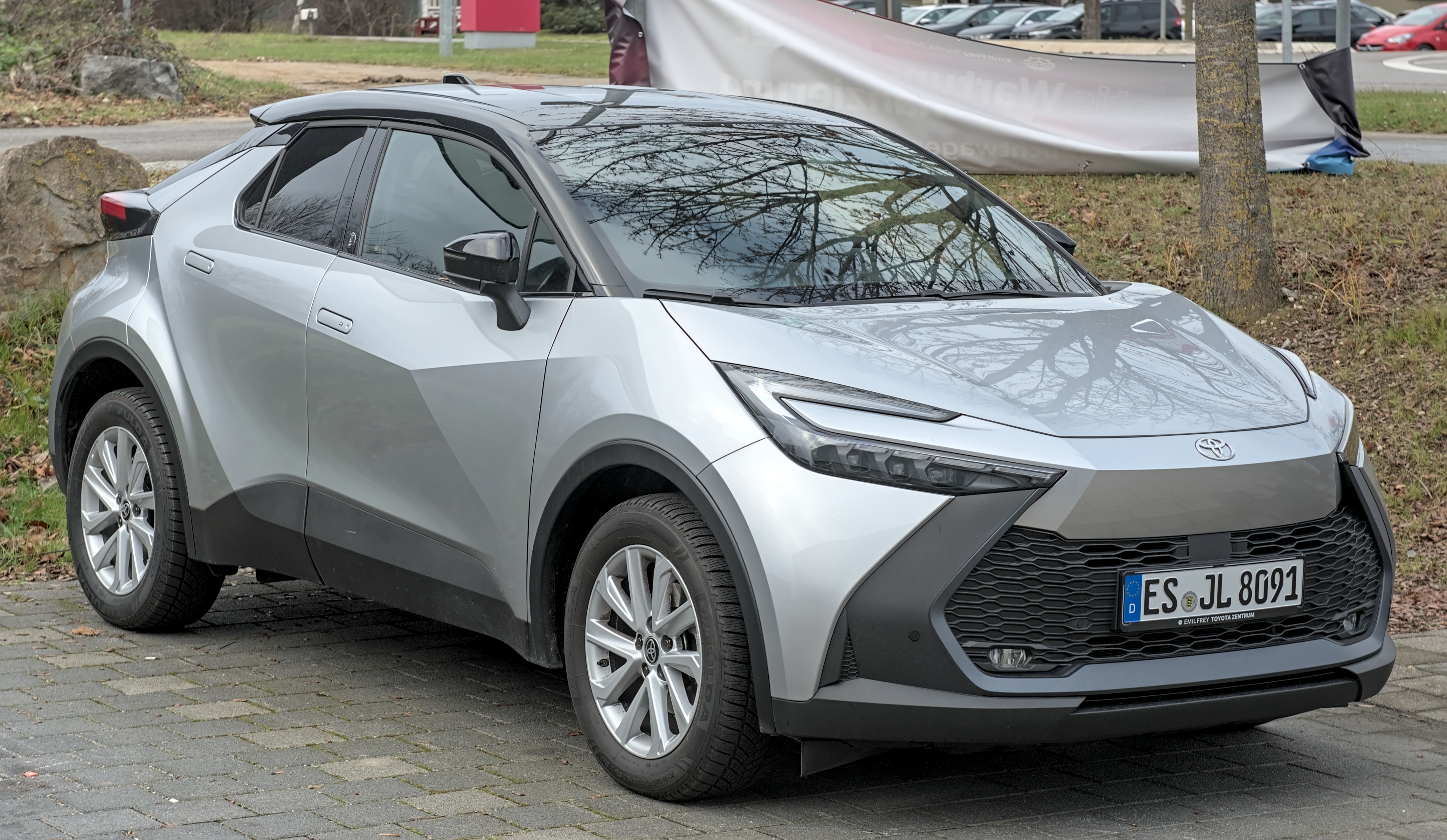
Toyota C-HR (AX20)
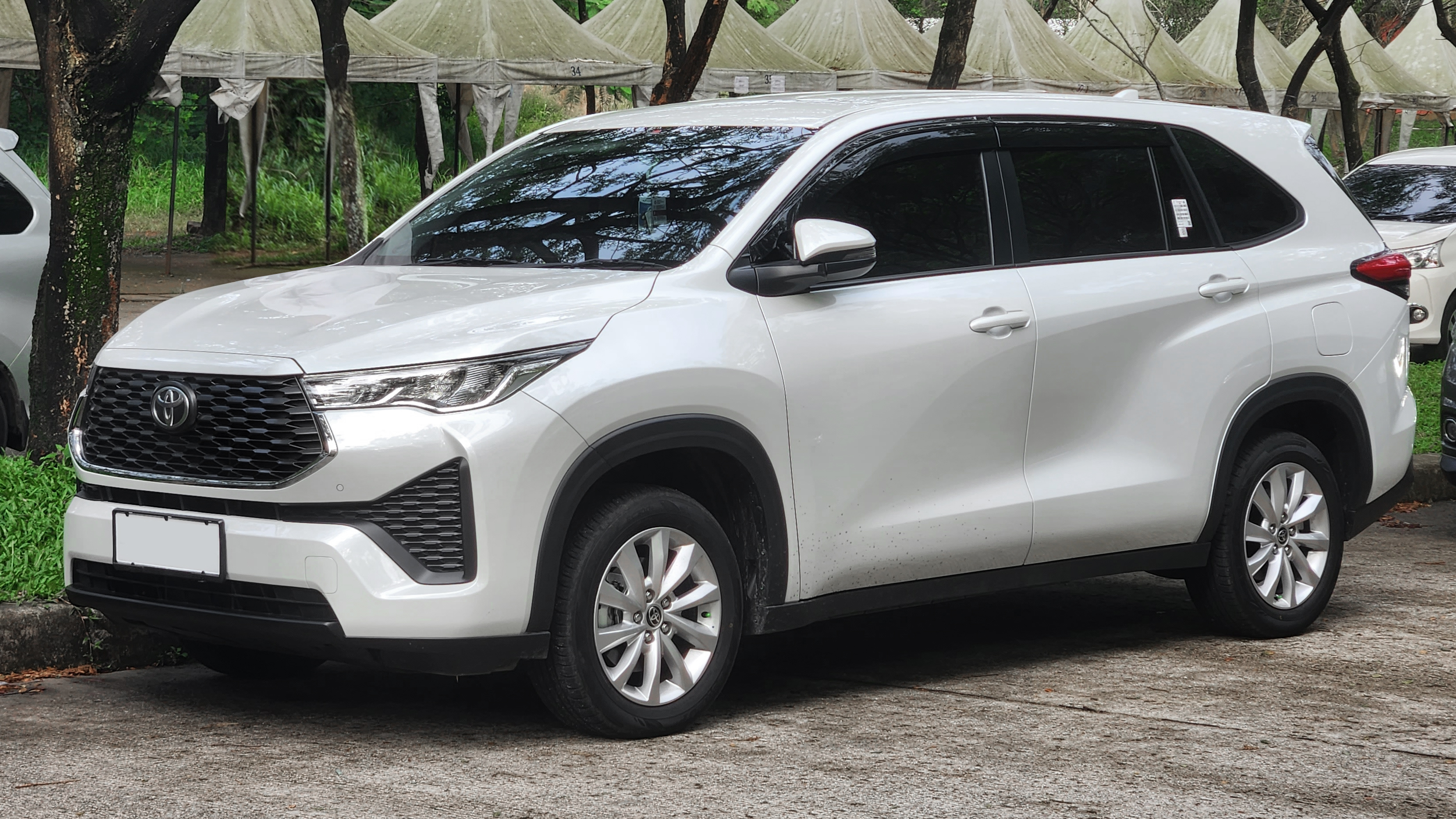
Toyota Innova
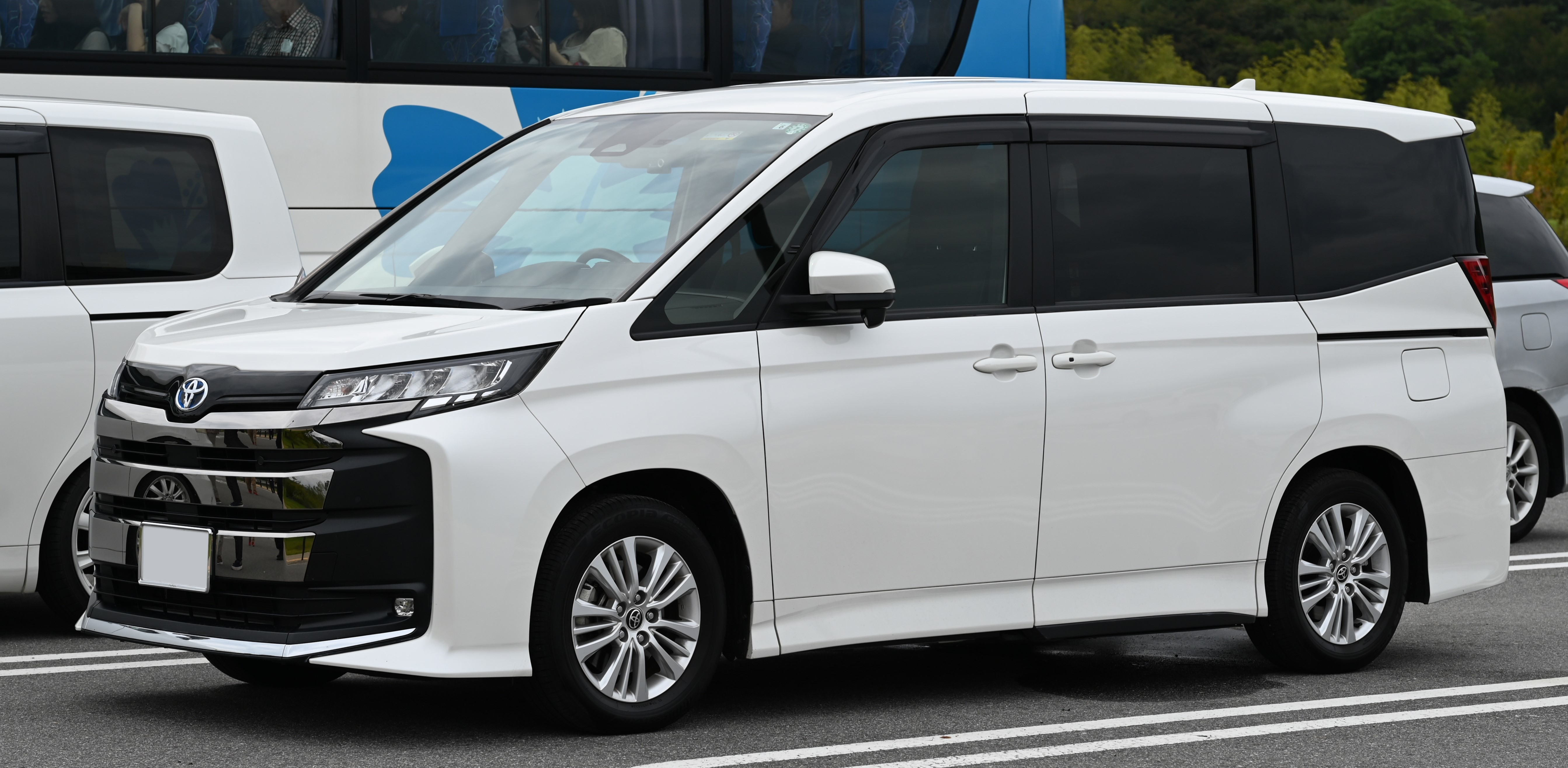
Toyota Noah
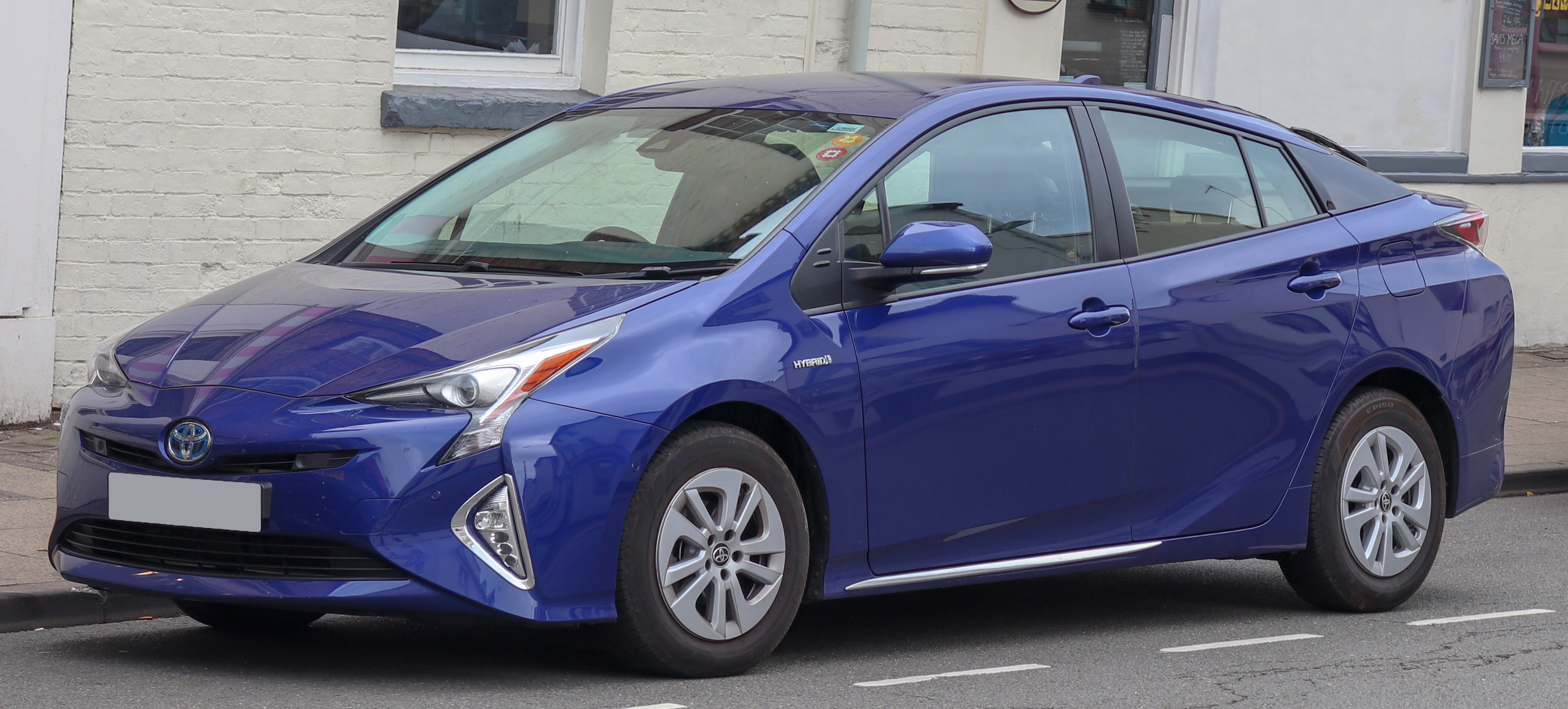
Toyota Prius (XW50)
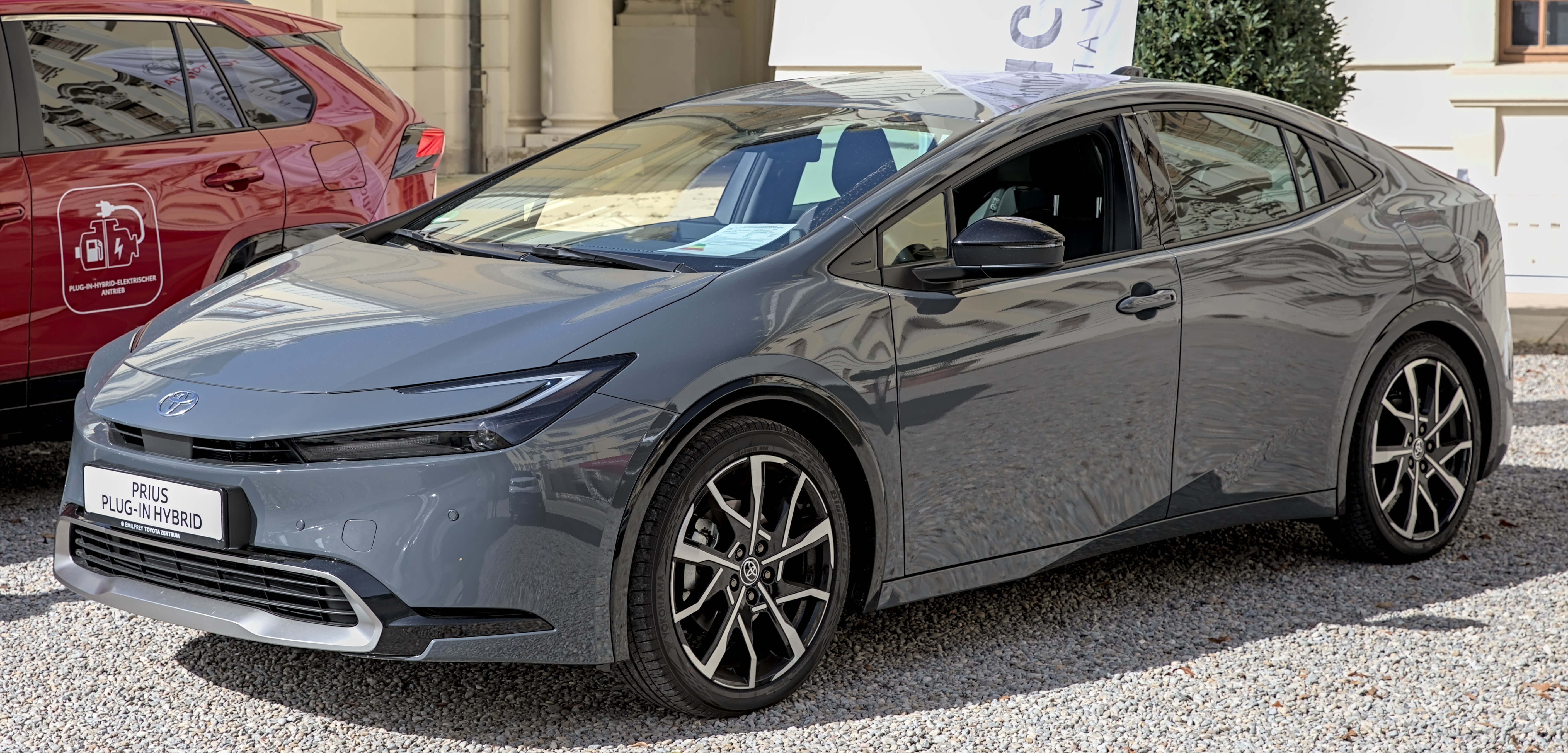
Toyota Prius (XW60)
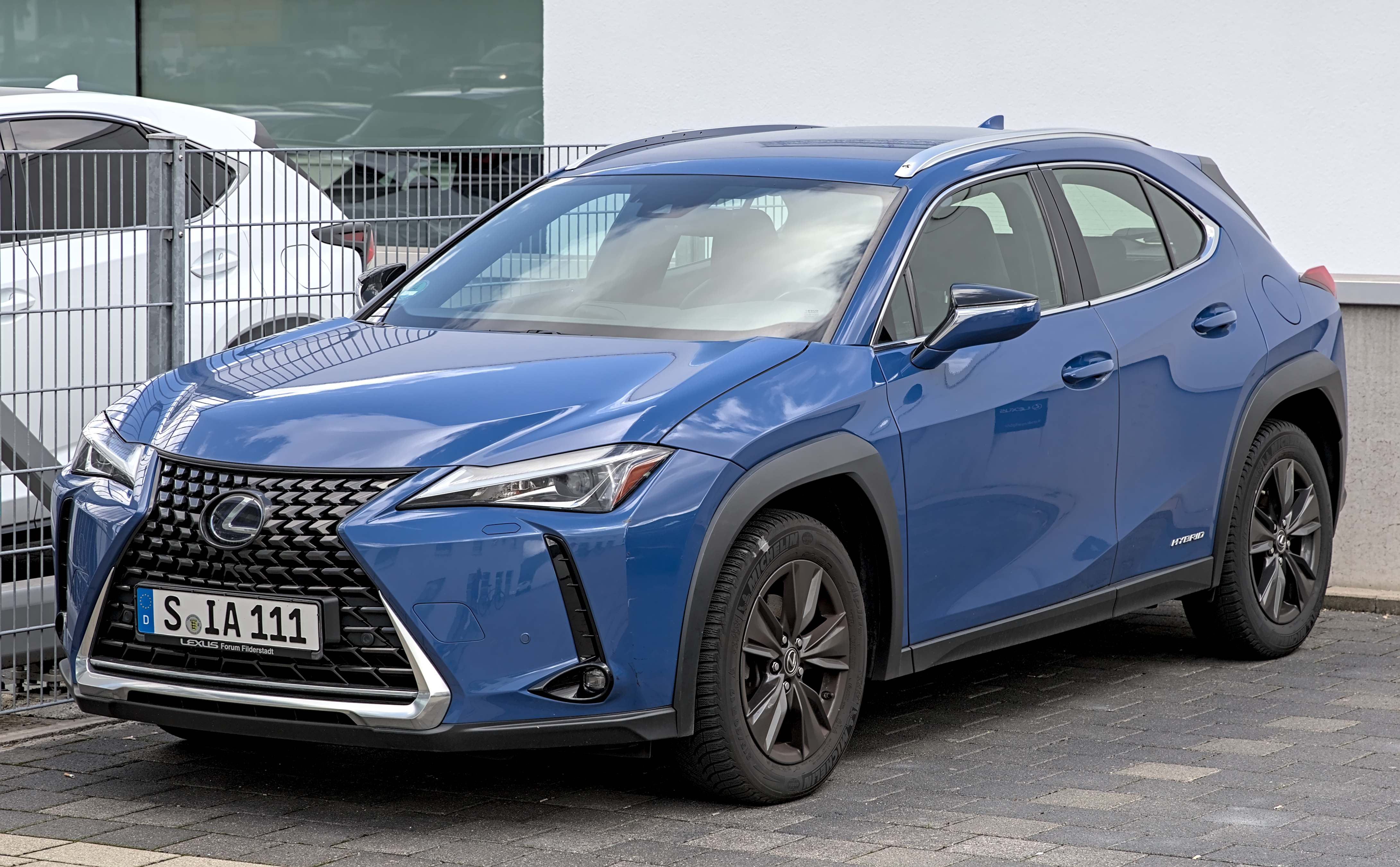
Lexus UX

## TNGA-F (GA-F)
Платформа TNGA-F лежить в основі рамних автомобілів середньо- та повнорозмірних позашляховиків, а також середньо- та повнорозмірних пікапів. Вона підтримує колісну базу 2850–4180 мм.

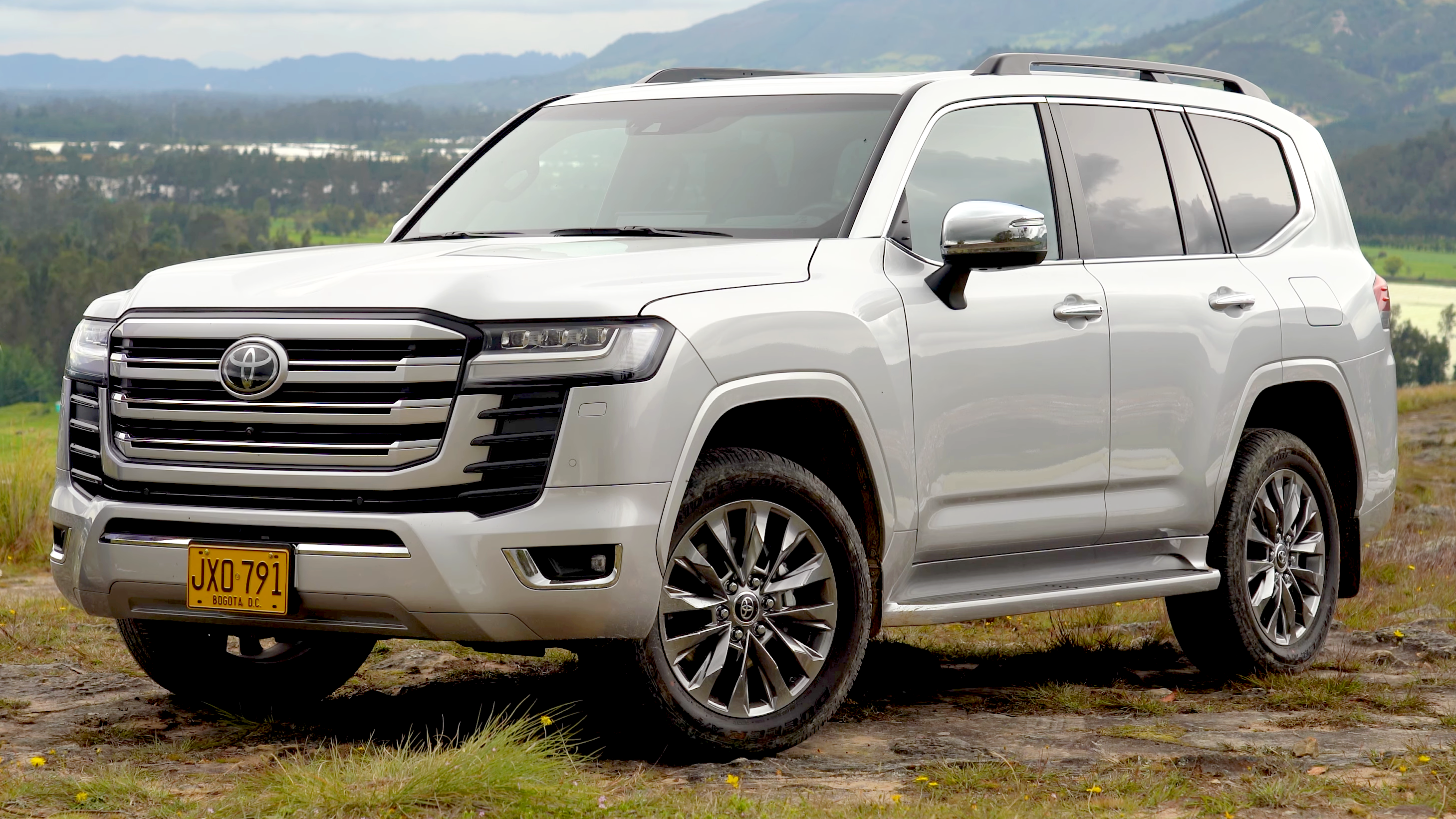
Toyota Land Cruiser
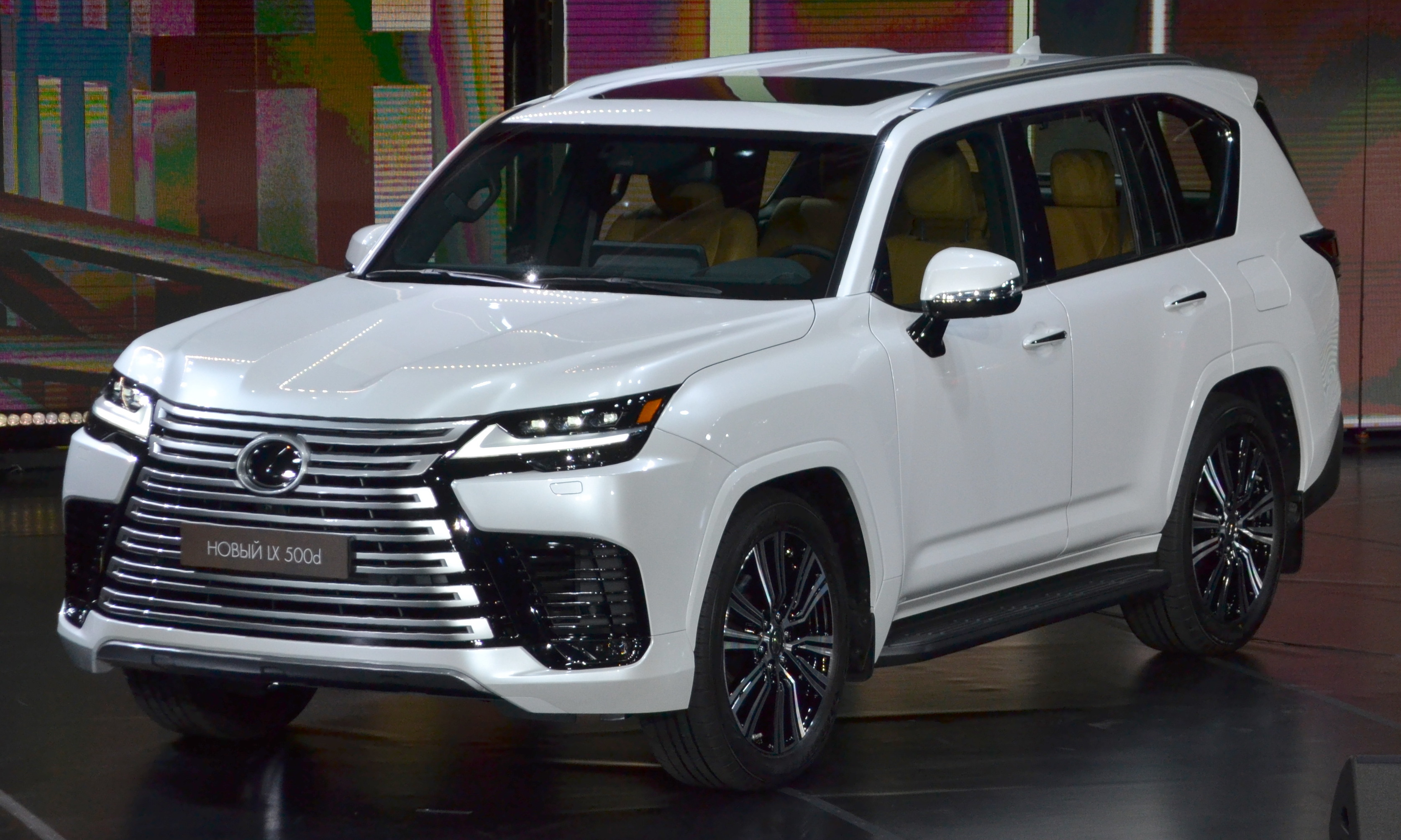
Lexus LX
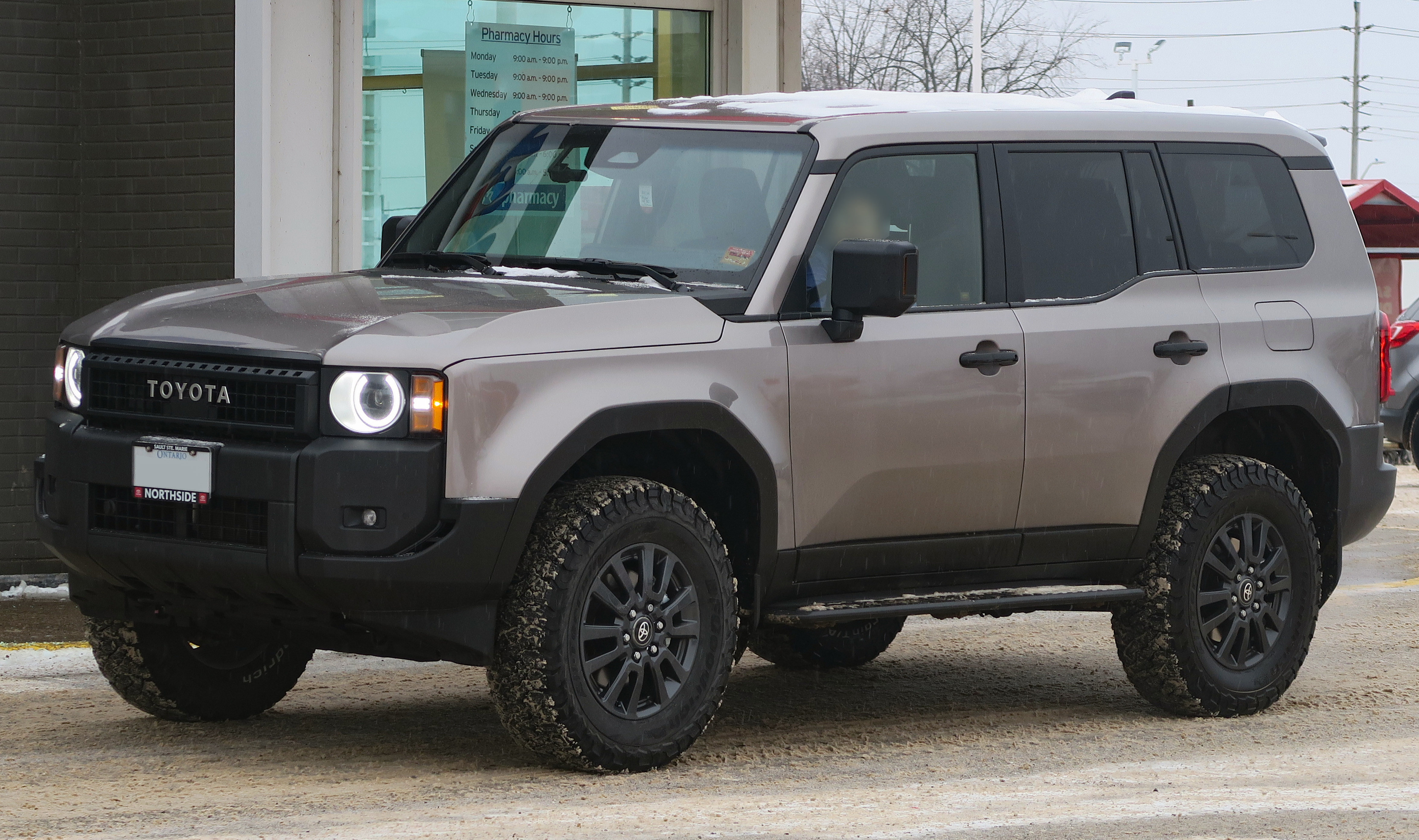
Toyota Land Cruiser Prado
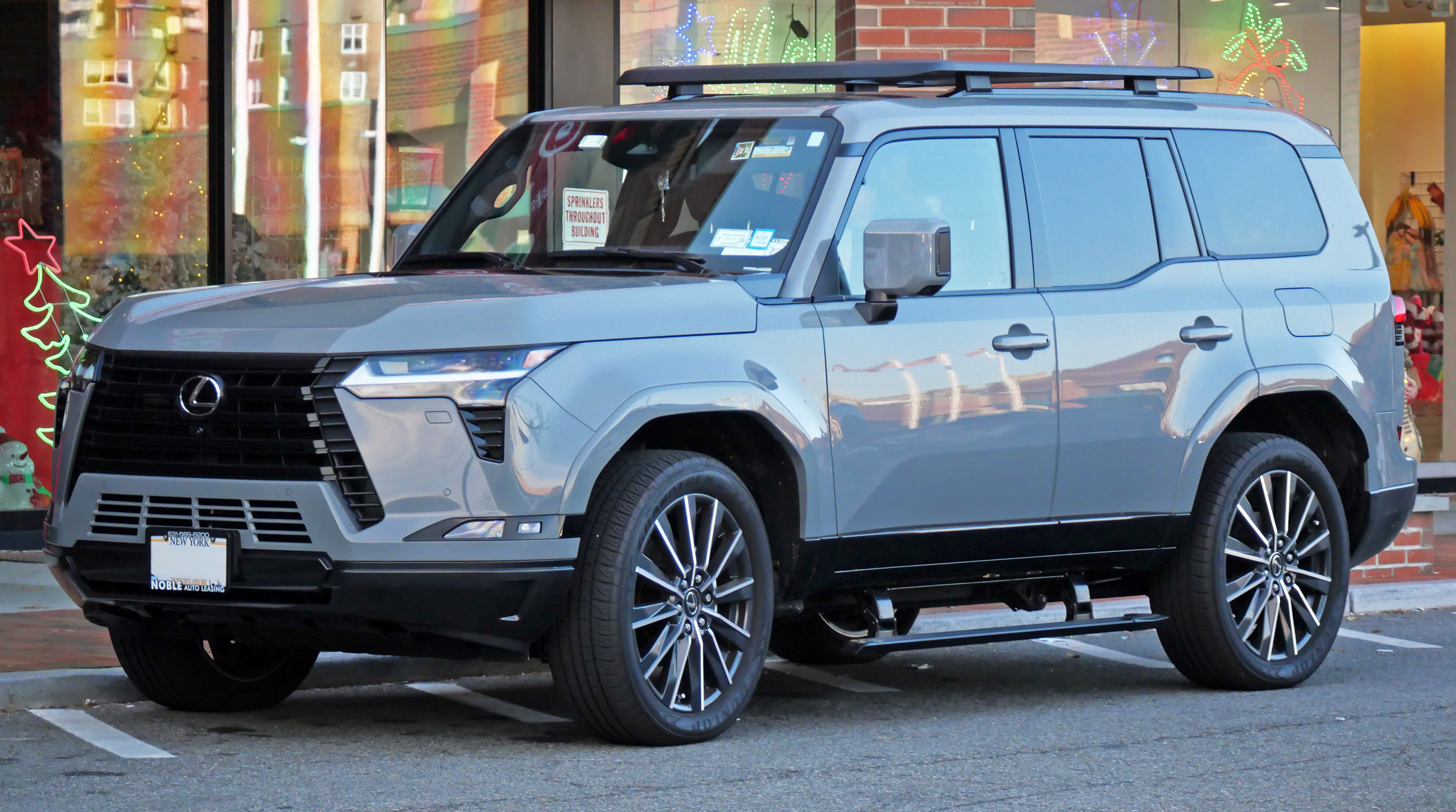
Lexus GX
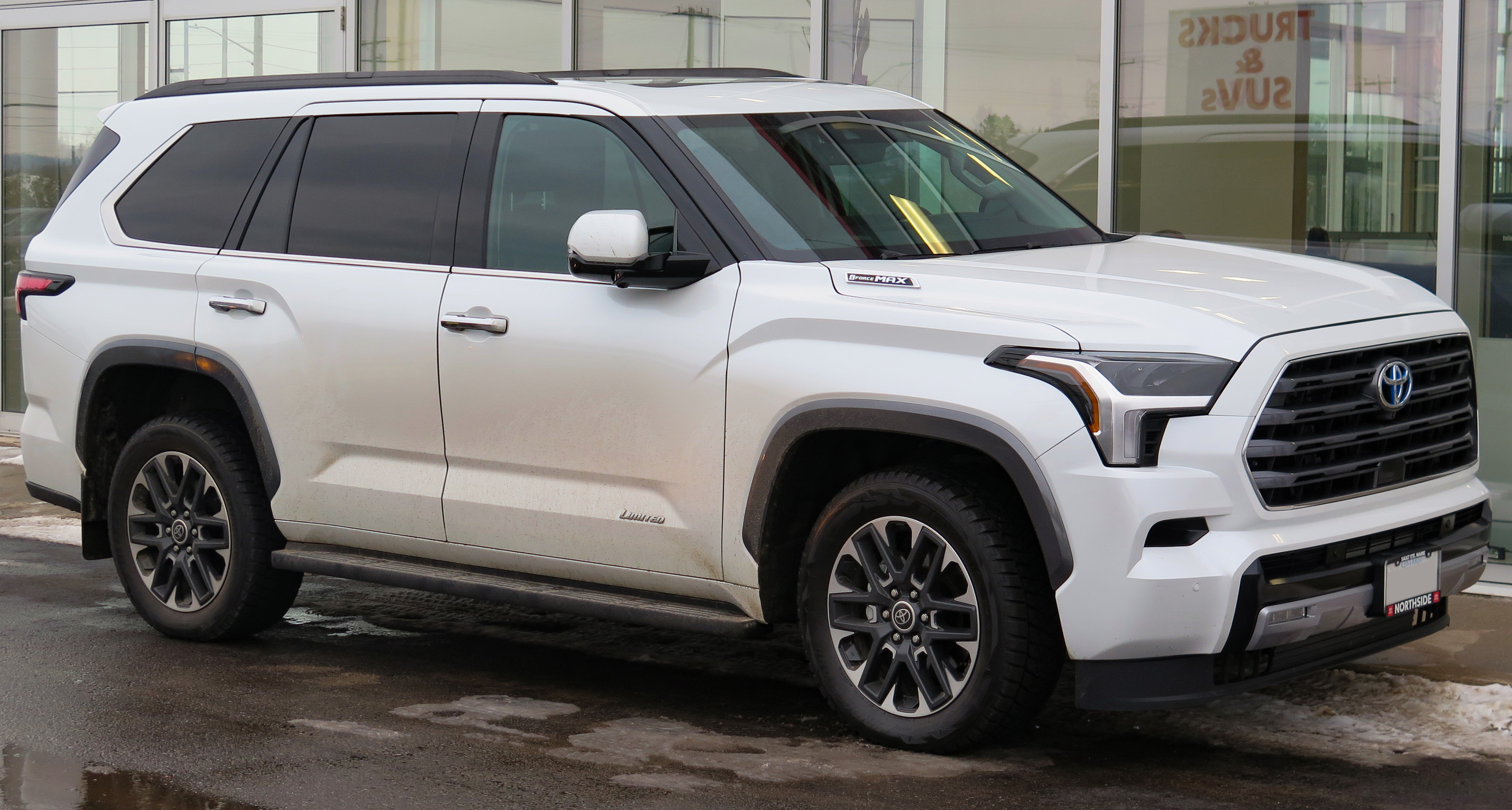
Toyota Sequoia
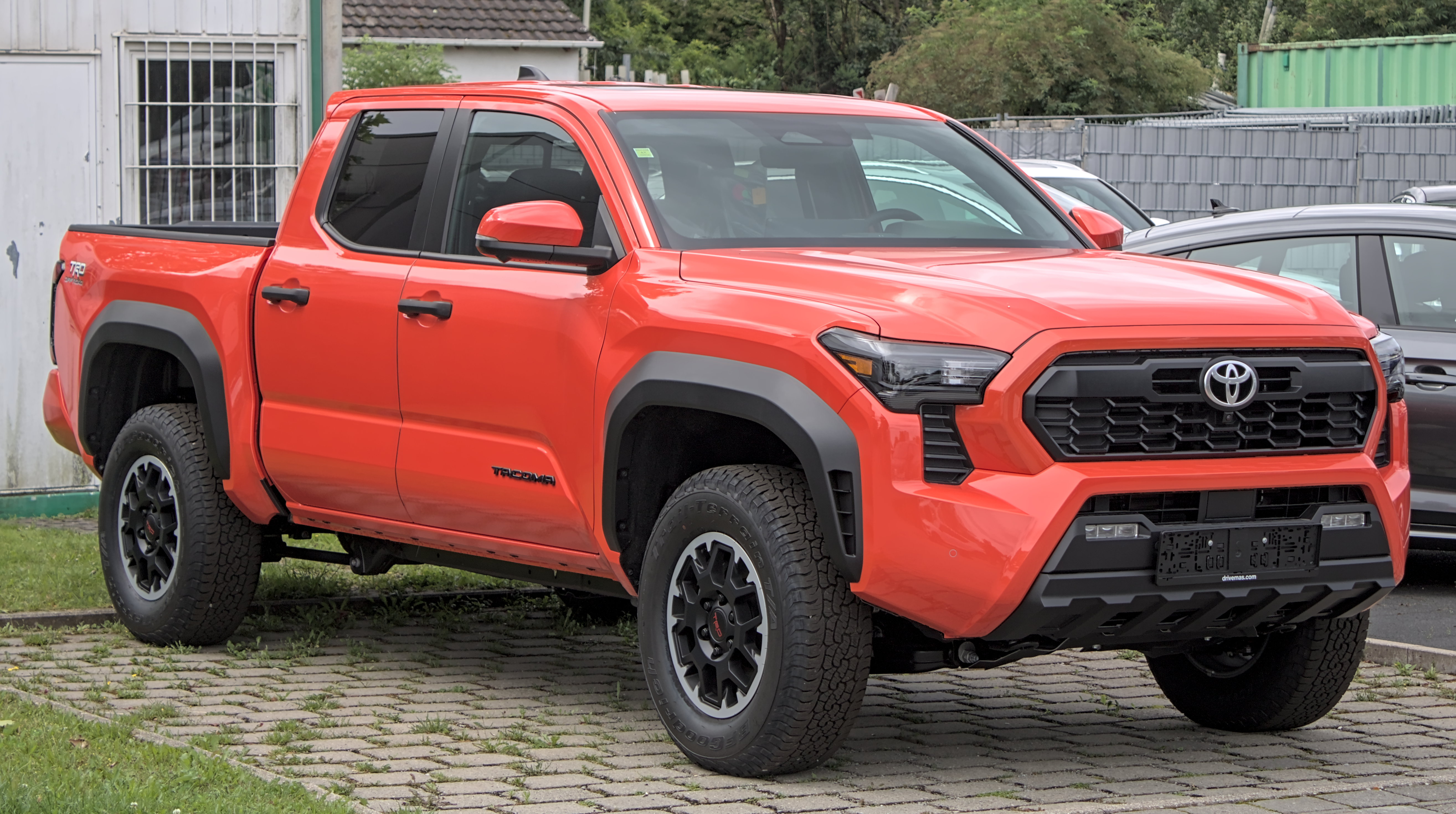
Toyota Tacoma
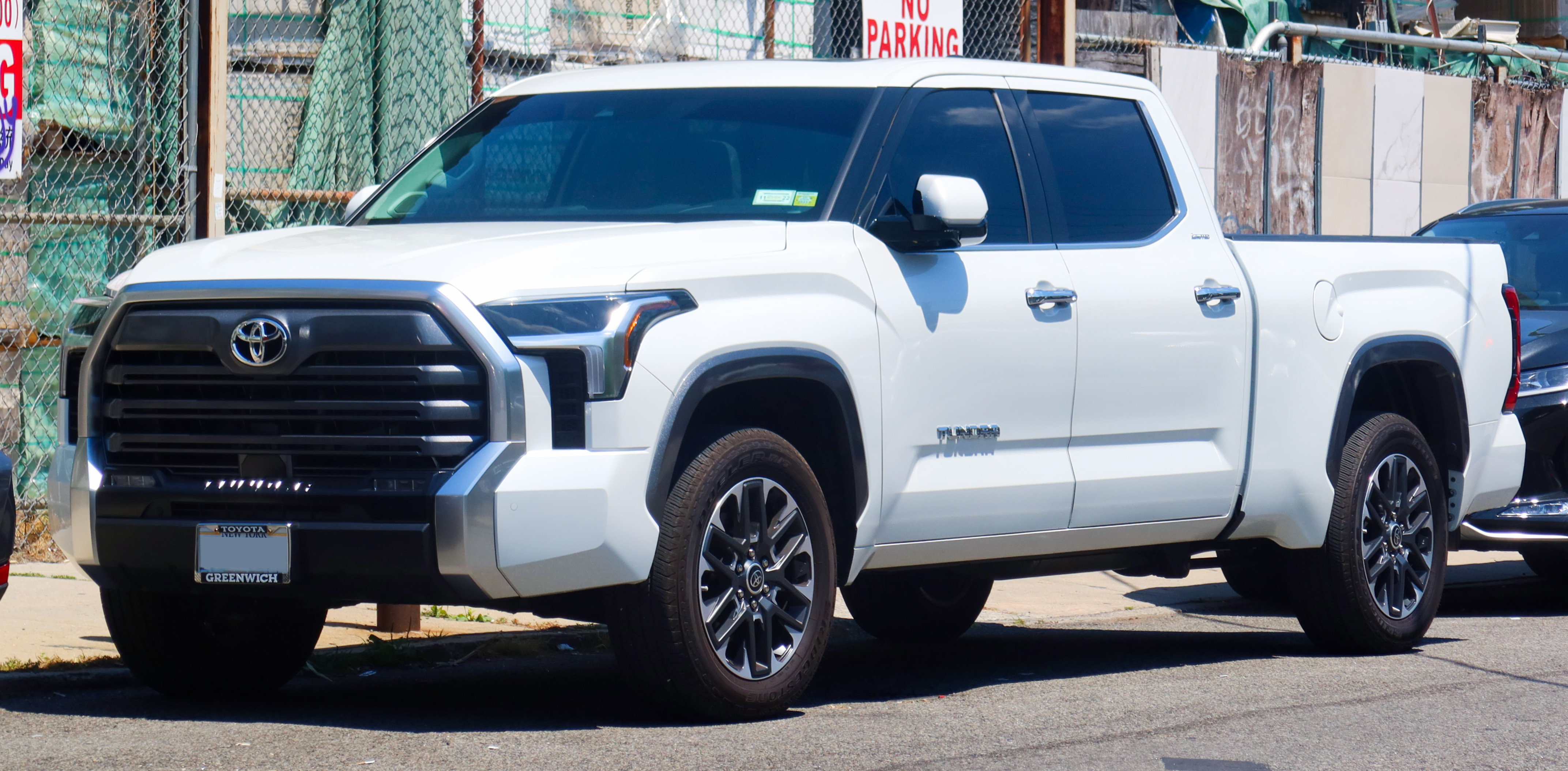
Toyota Tundra
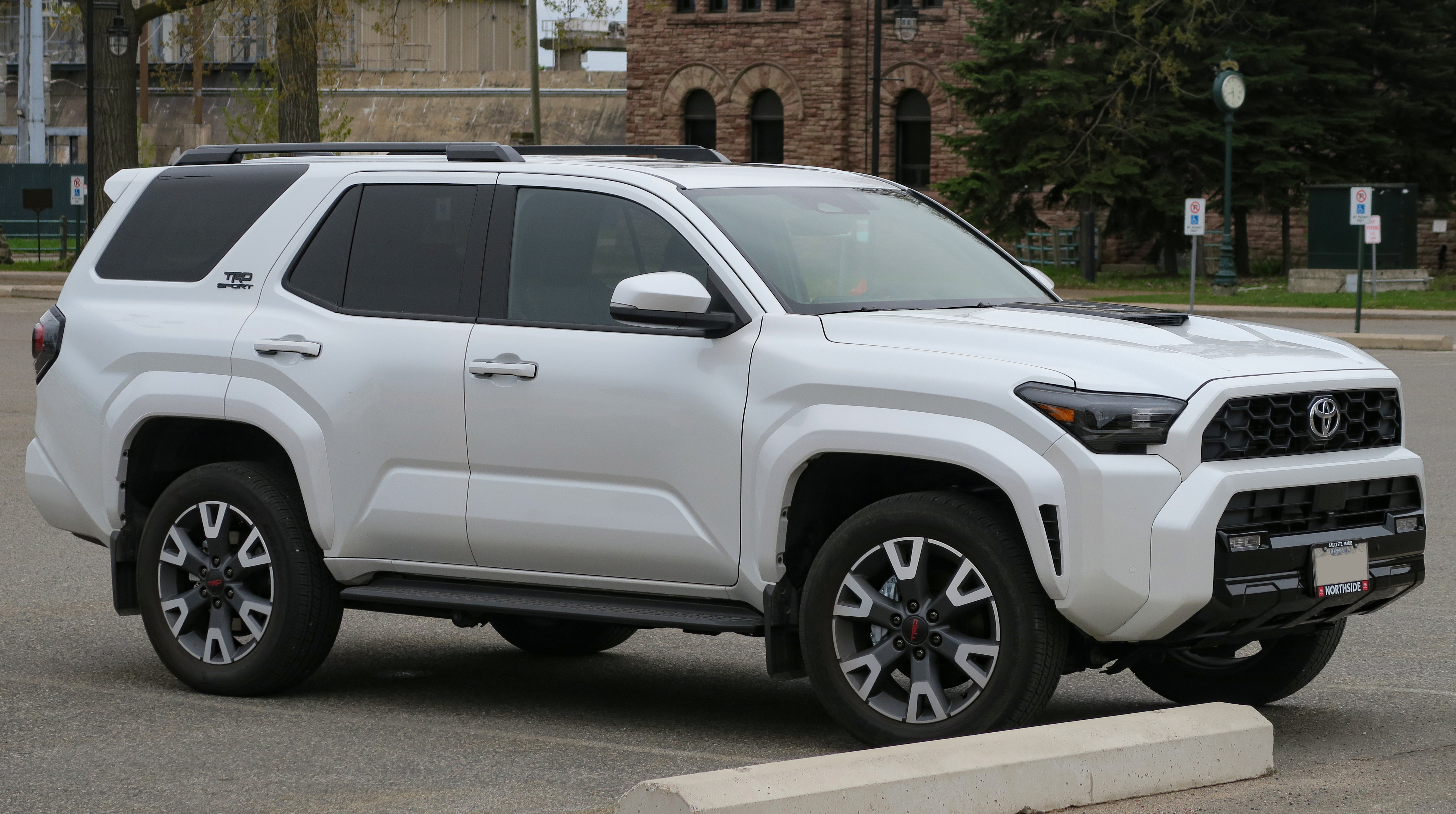
Toyota 4Runner

## TNGA-K (GA-K)
Платформа TNGA-K лежить в основі автомобілів з цільним кузовом у сегменті D або середньорозмірних автомобілях, сегменті E або повнорозмірних автомобілях, компактних/середньорозмірних кросоверах-позашляховиках та великих мінівенах. Платформа пропонується як у передньопривідному, так і в повнопривідному варіантах і поєднується з поперечно розташованим двигуном. Платформа також підтримує колісну базу 2690–3060 мм. TNGA-K замінює старішу платформу K.

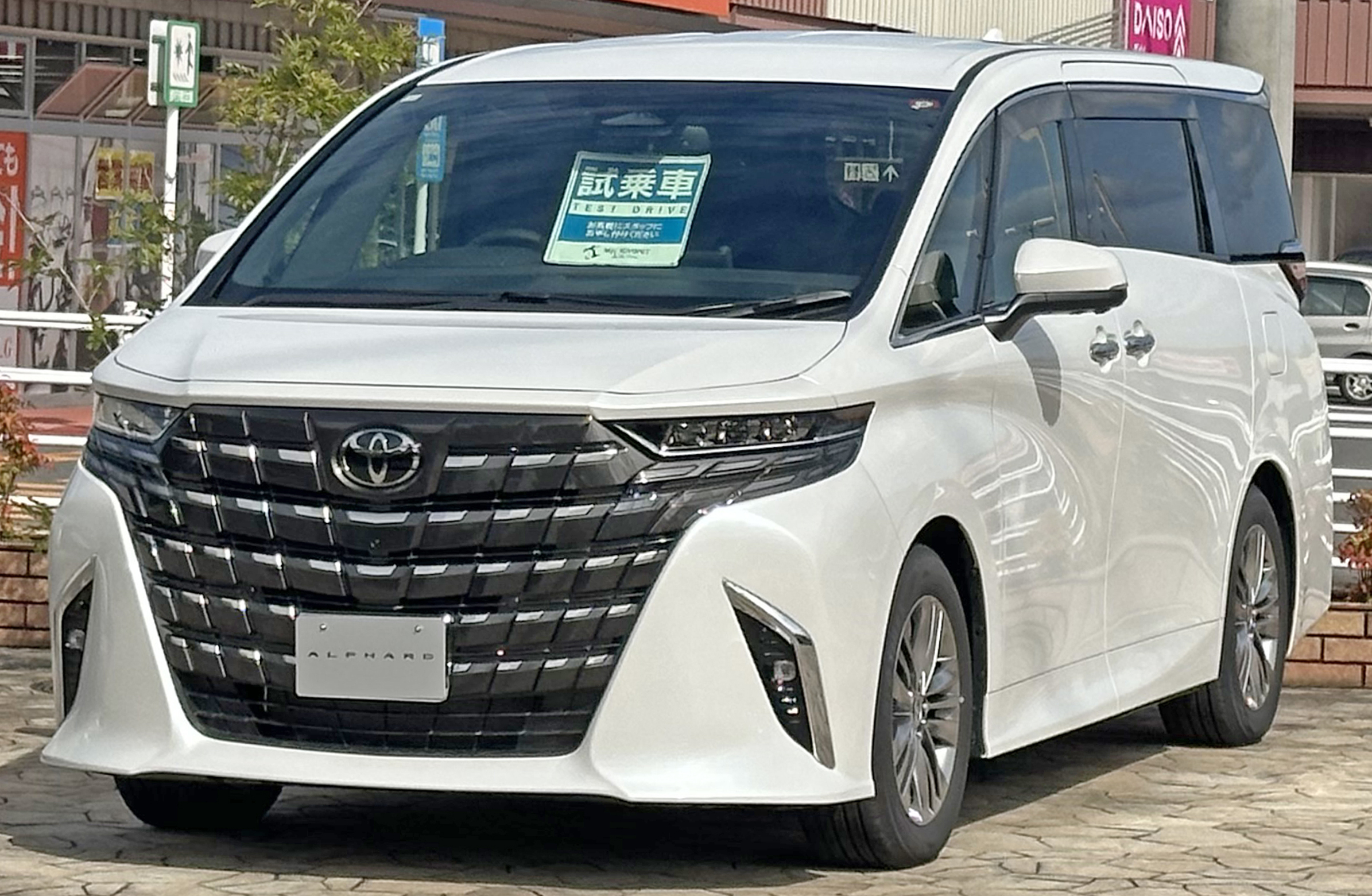
Toyota Alphard
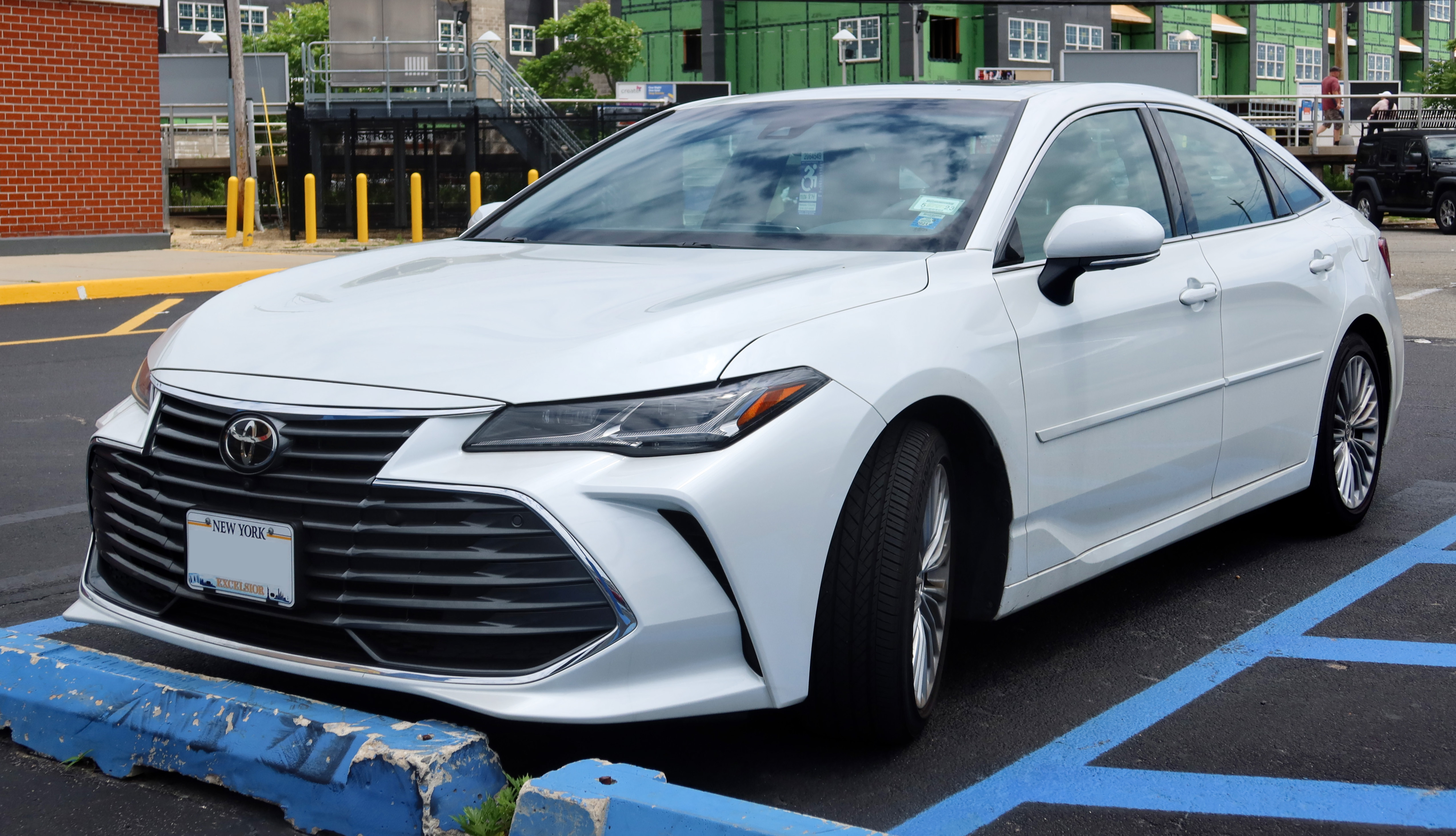
Toyota Avalon
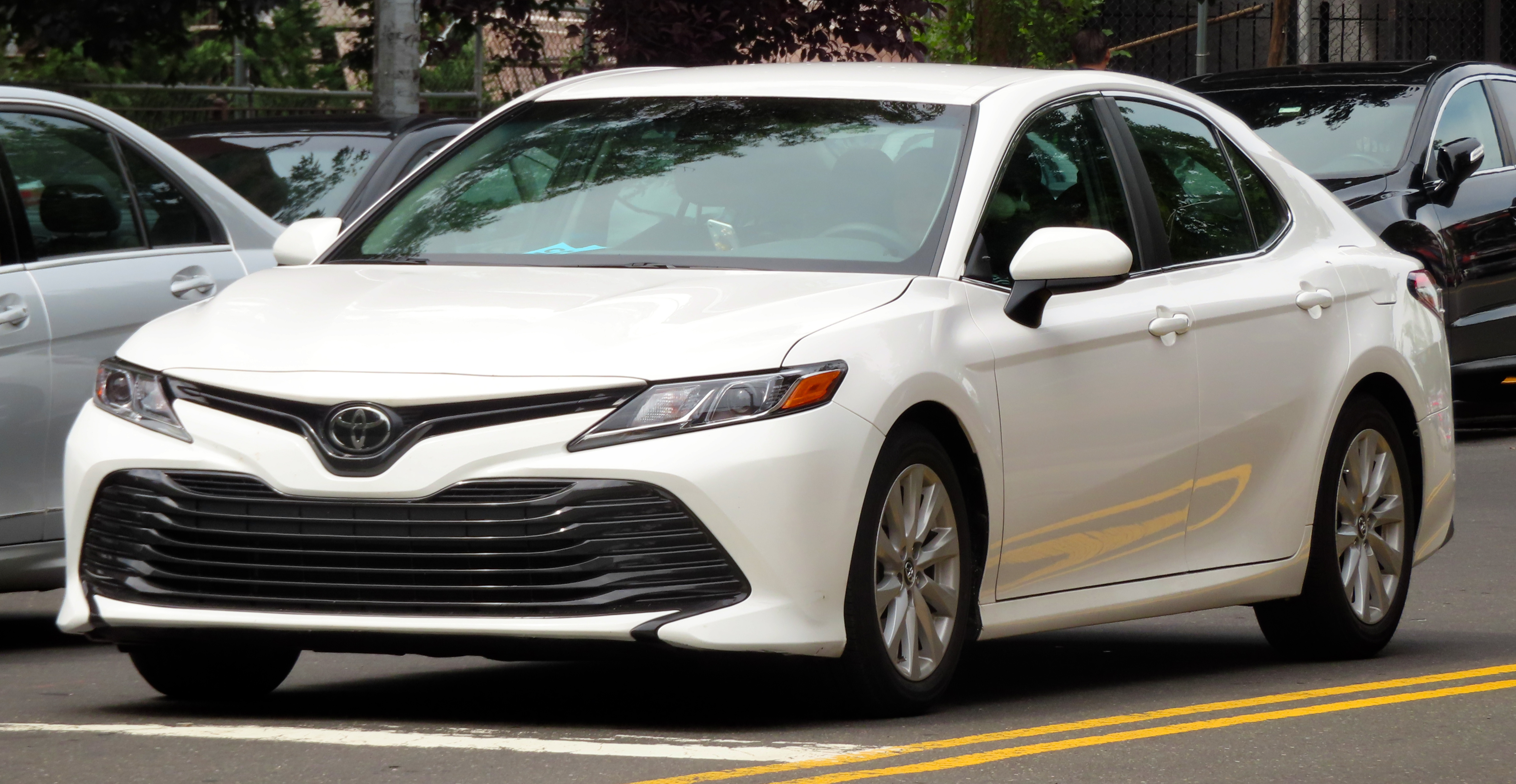
Toyota Camry (XV70)
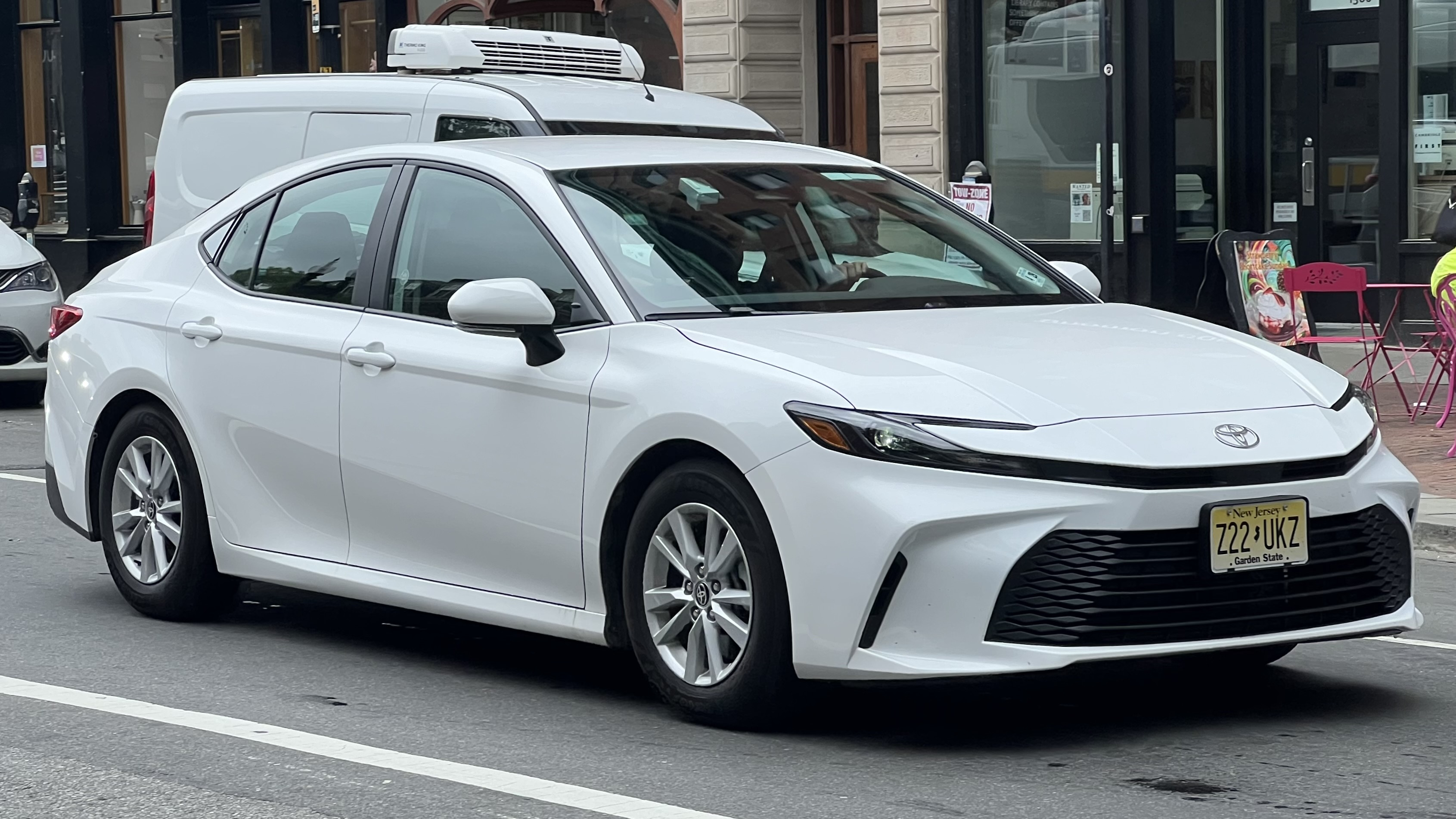
Toyota Camry (XV80)
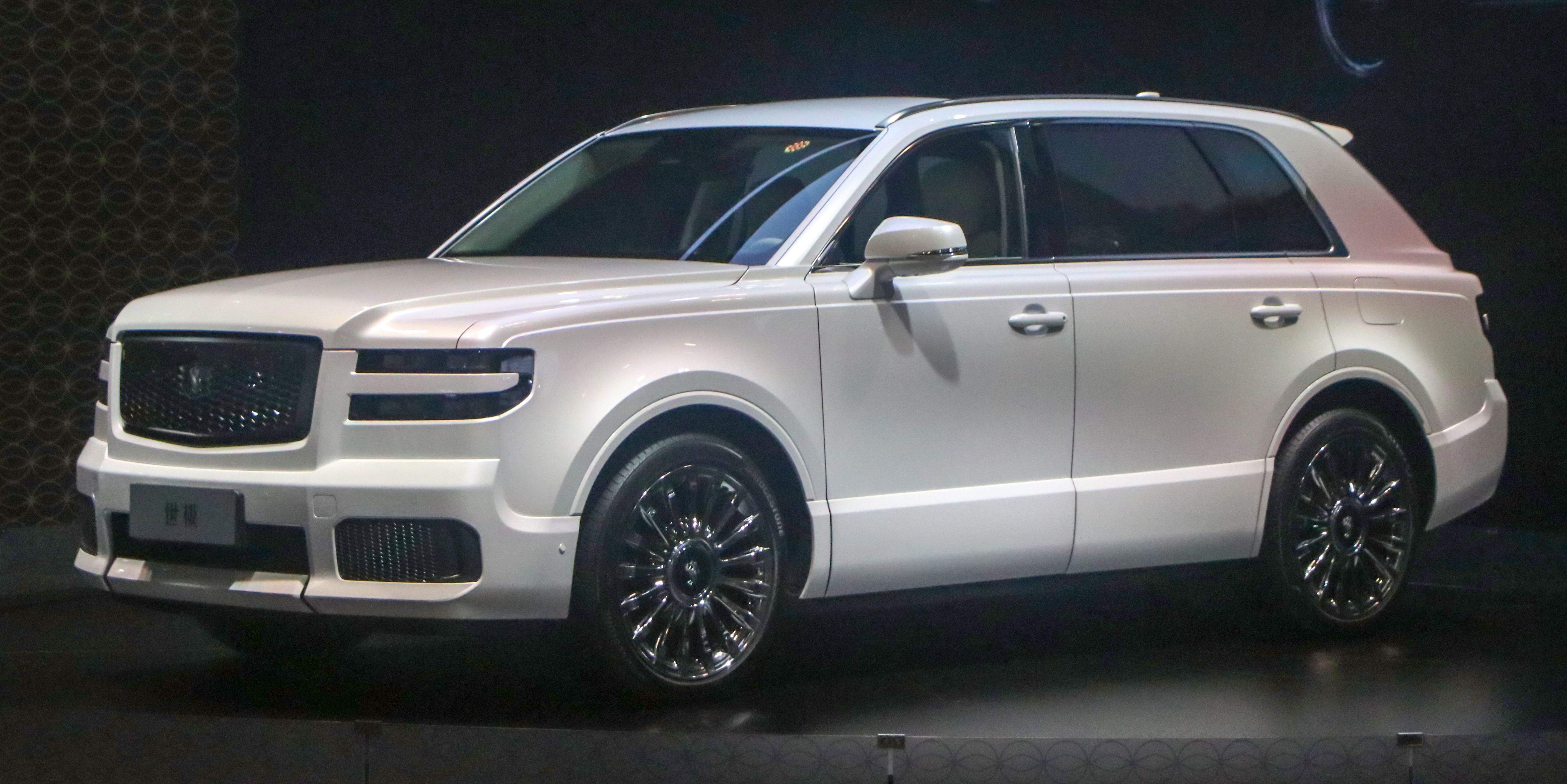
Toyota Century SUV
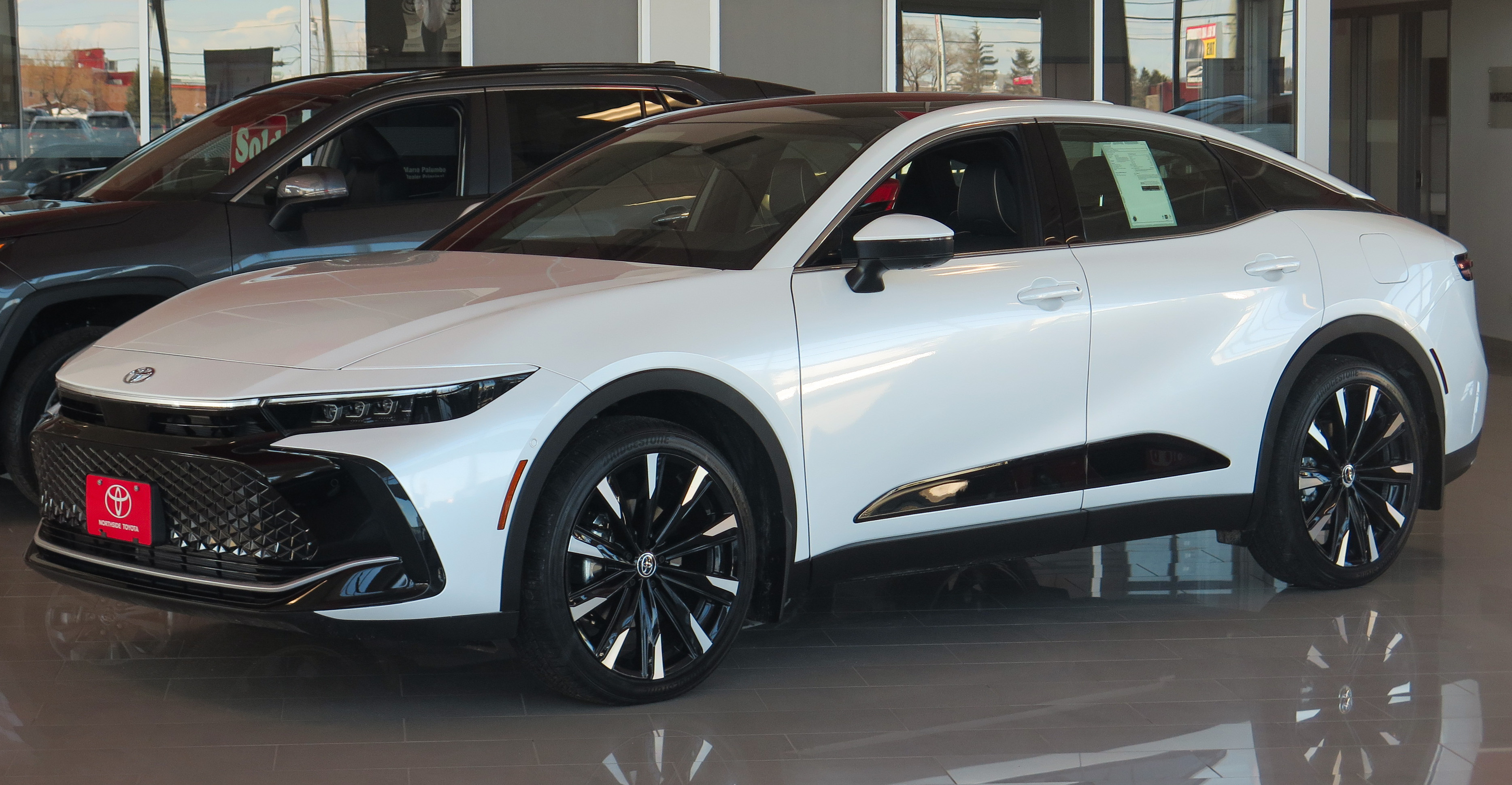
Toyota Crown Crossover
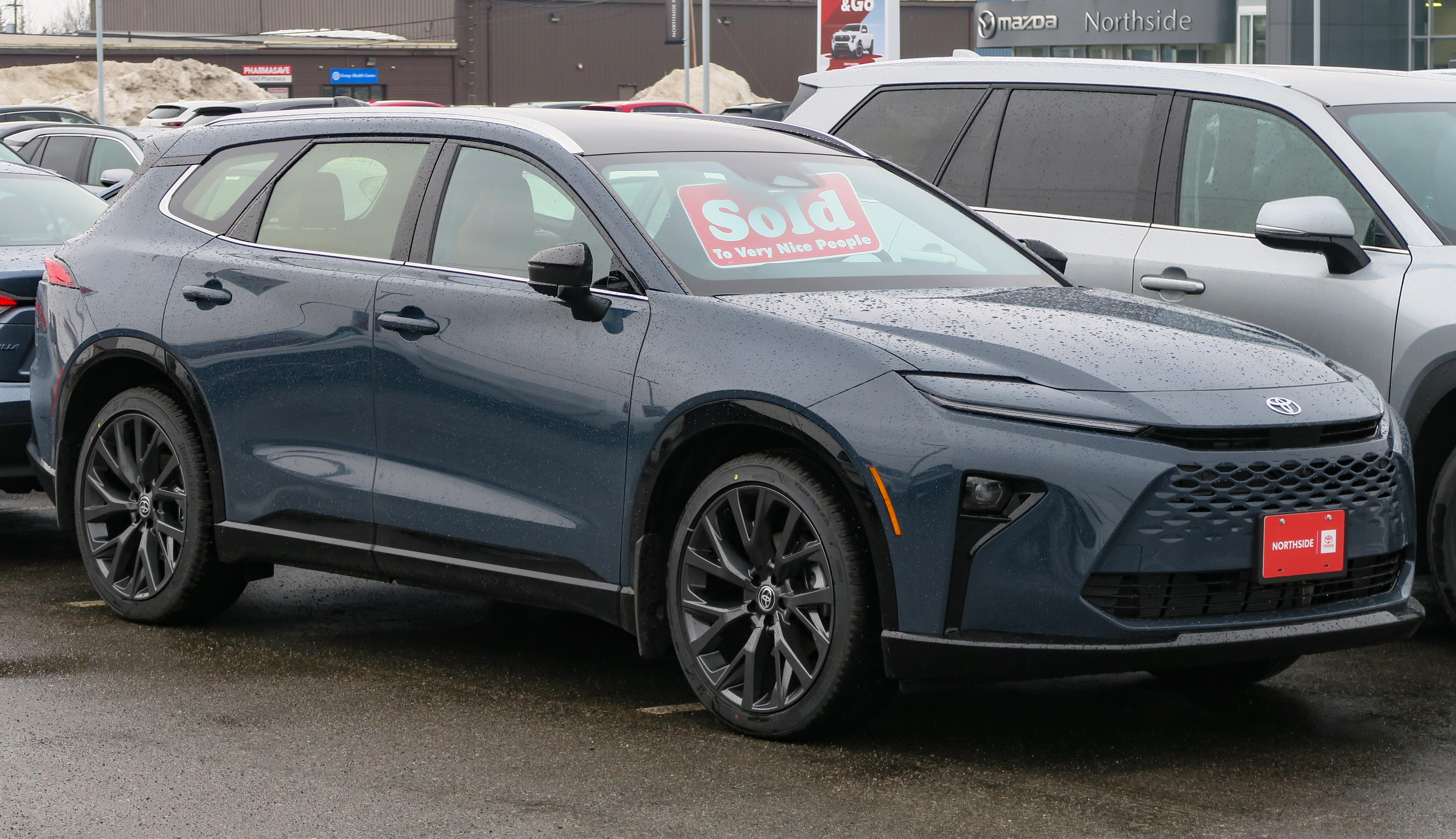
Toyota Crown Estate/Signia
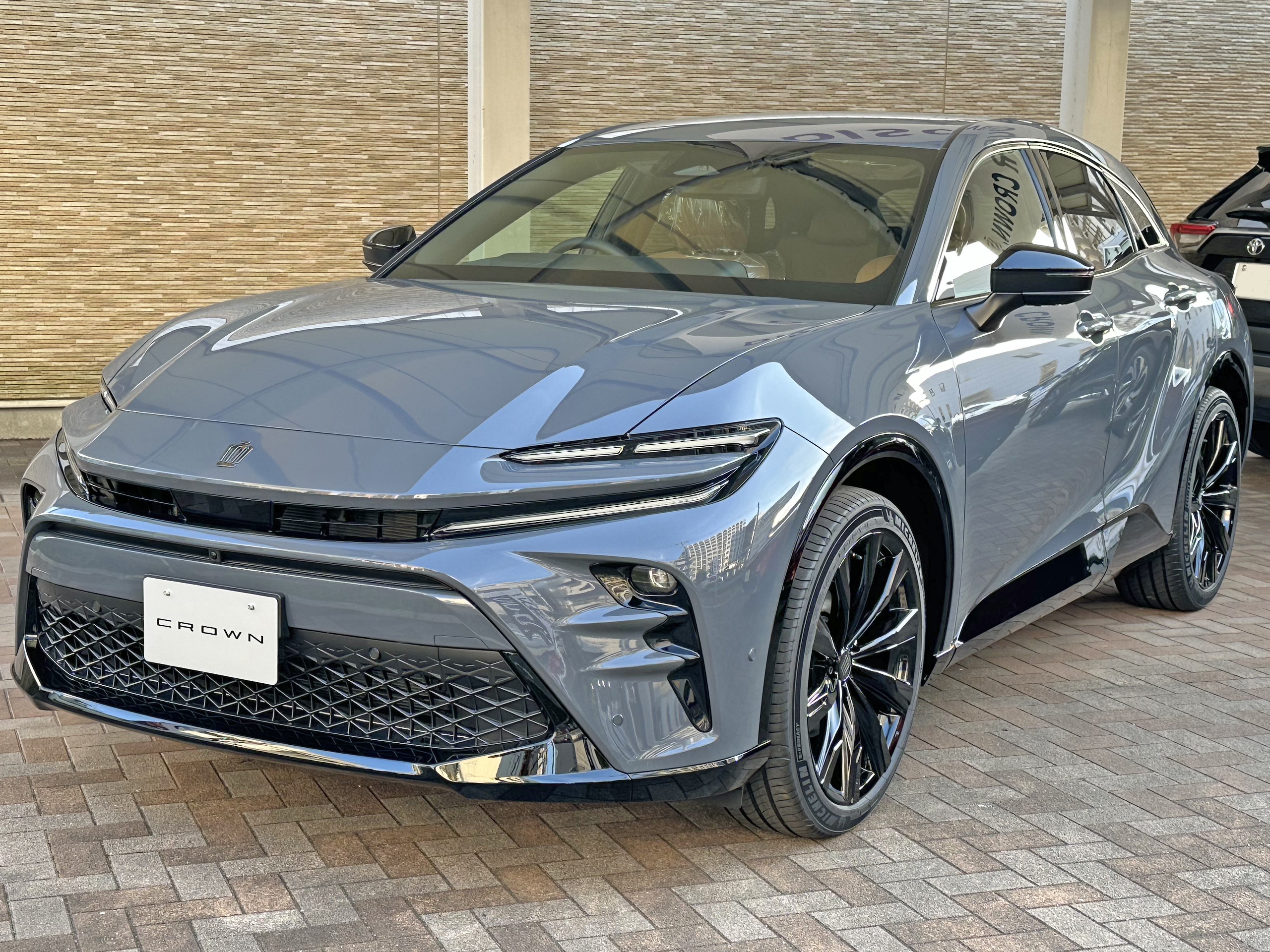
Toyota Crown Sport
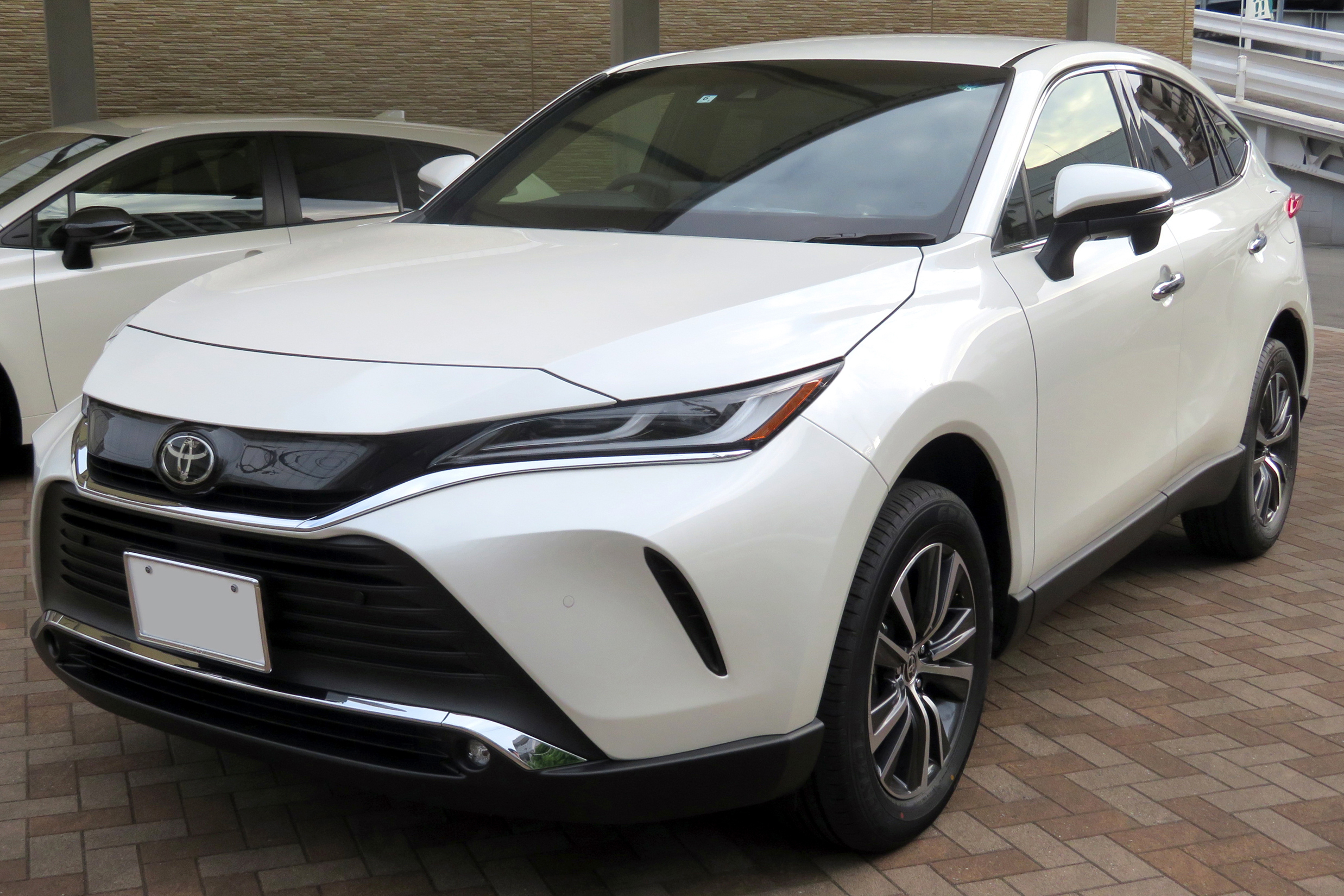
Toyota Harrier
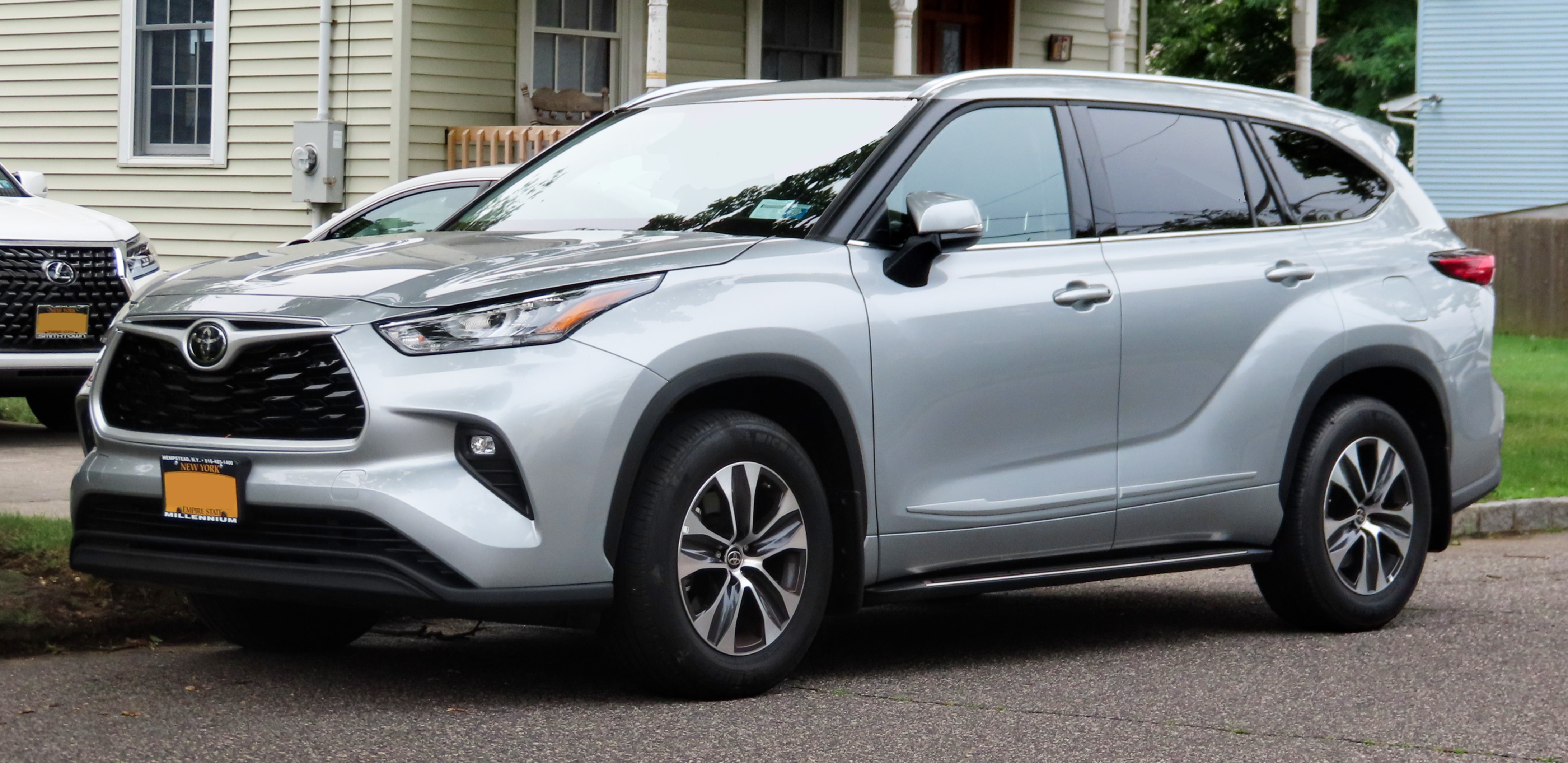
Toyota Highlander
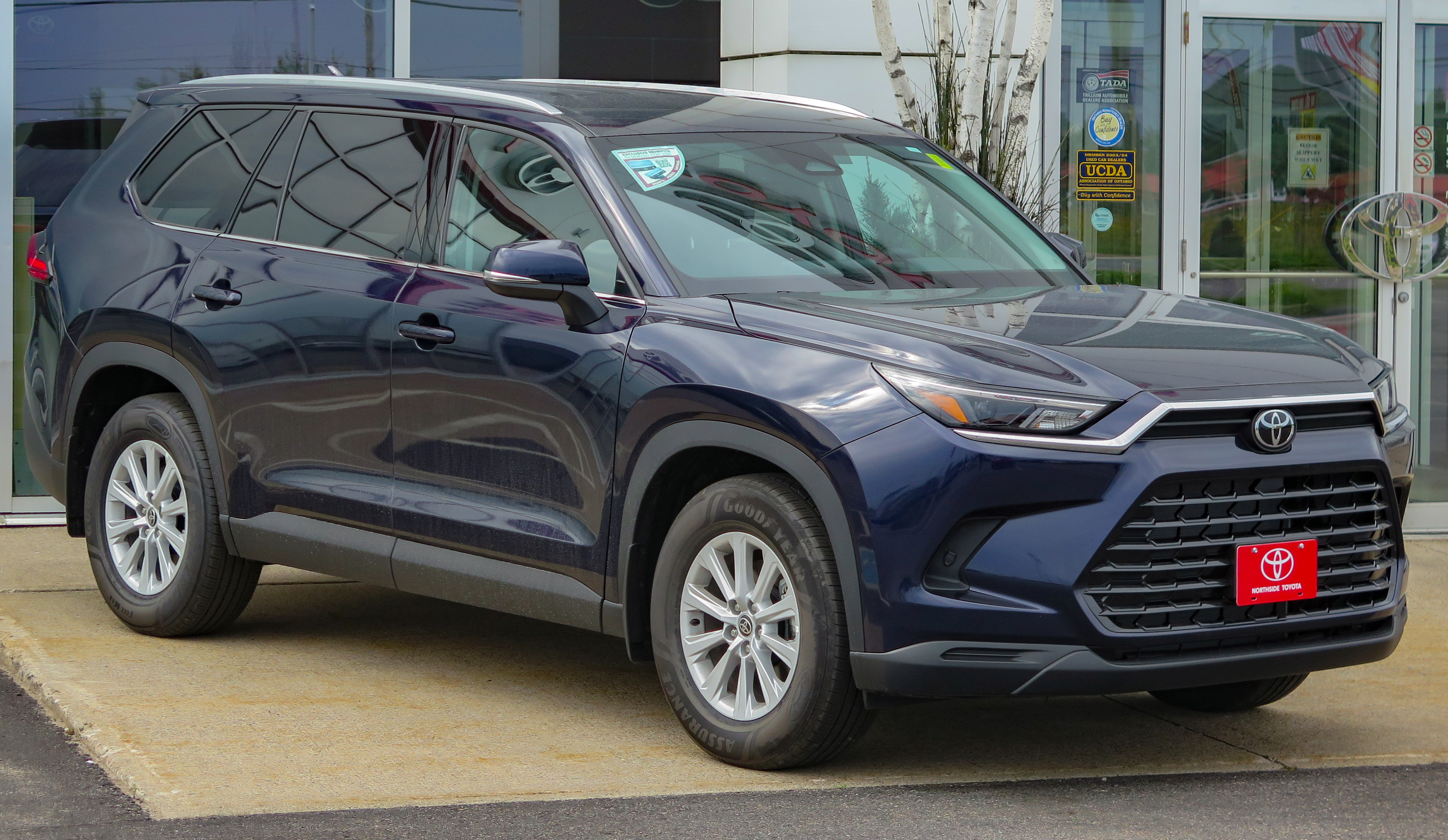
Toyota Grand Highlander
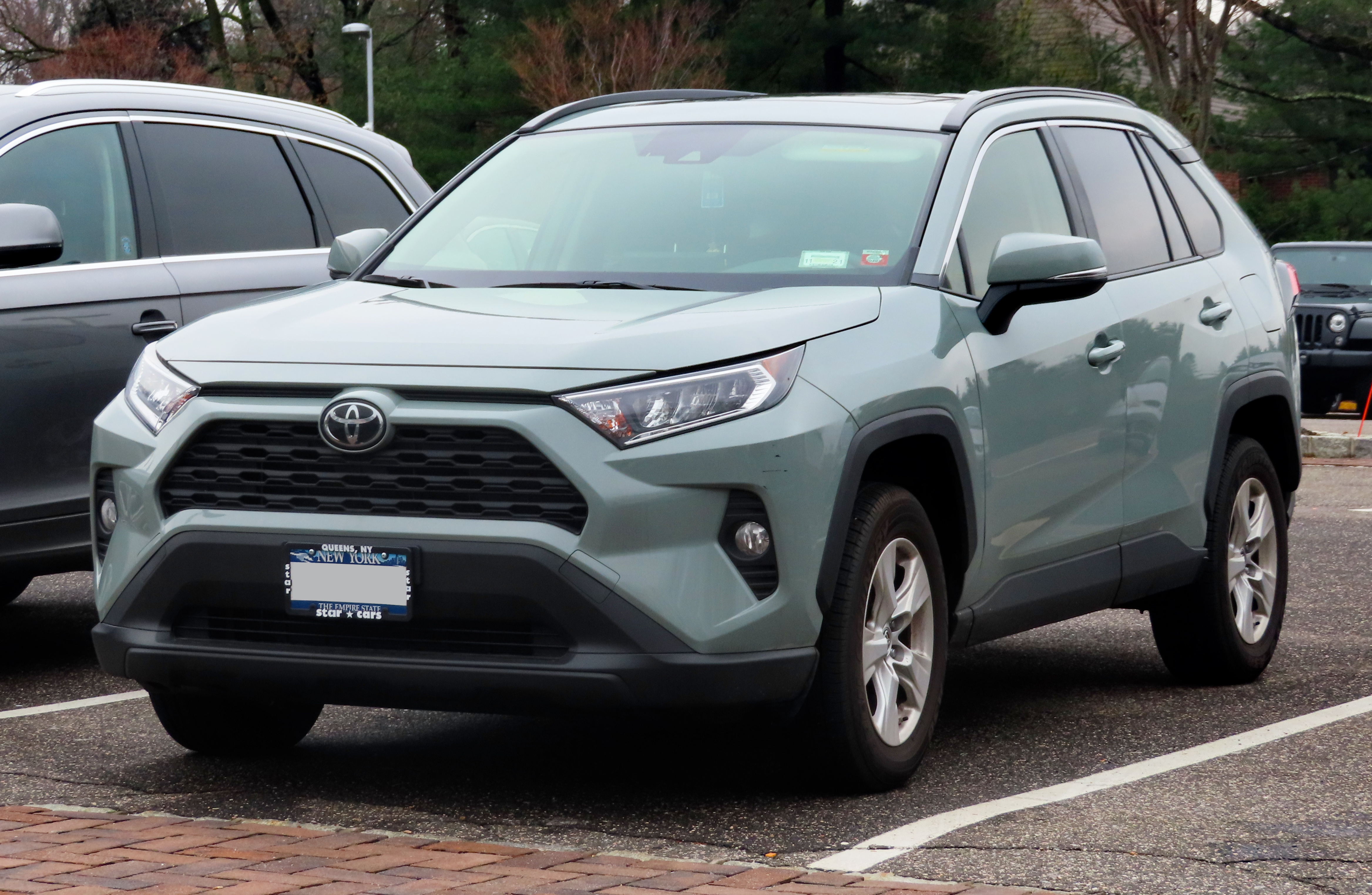
Toyota RAV4
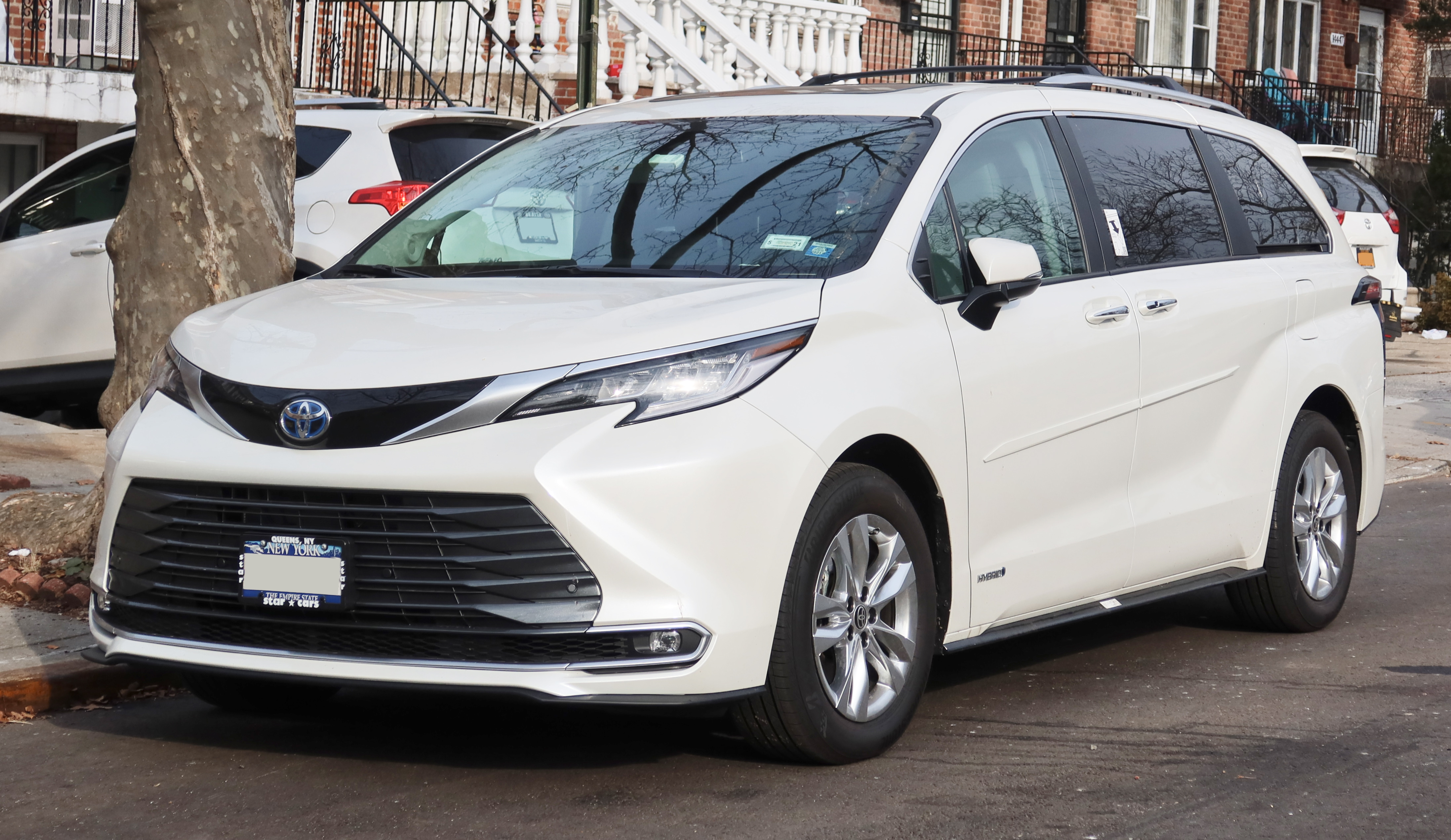
Toyota Sienna
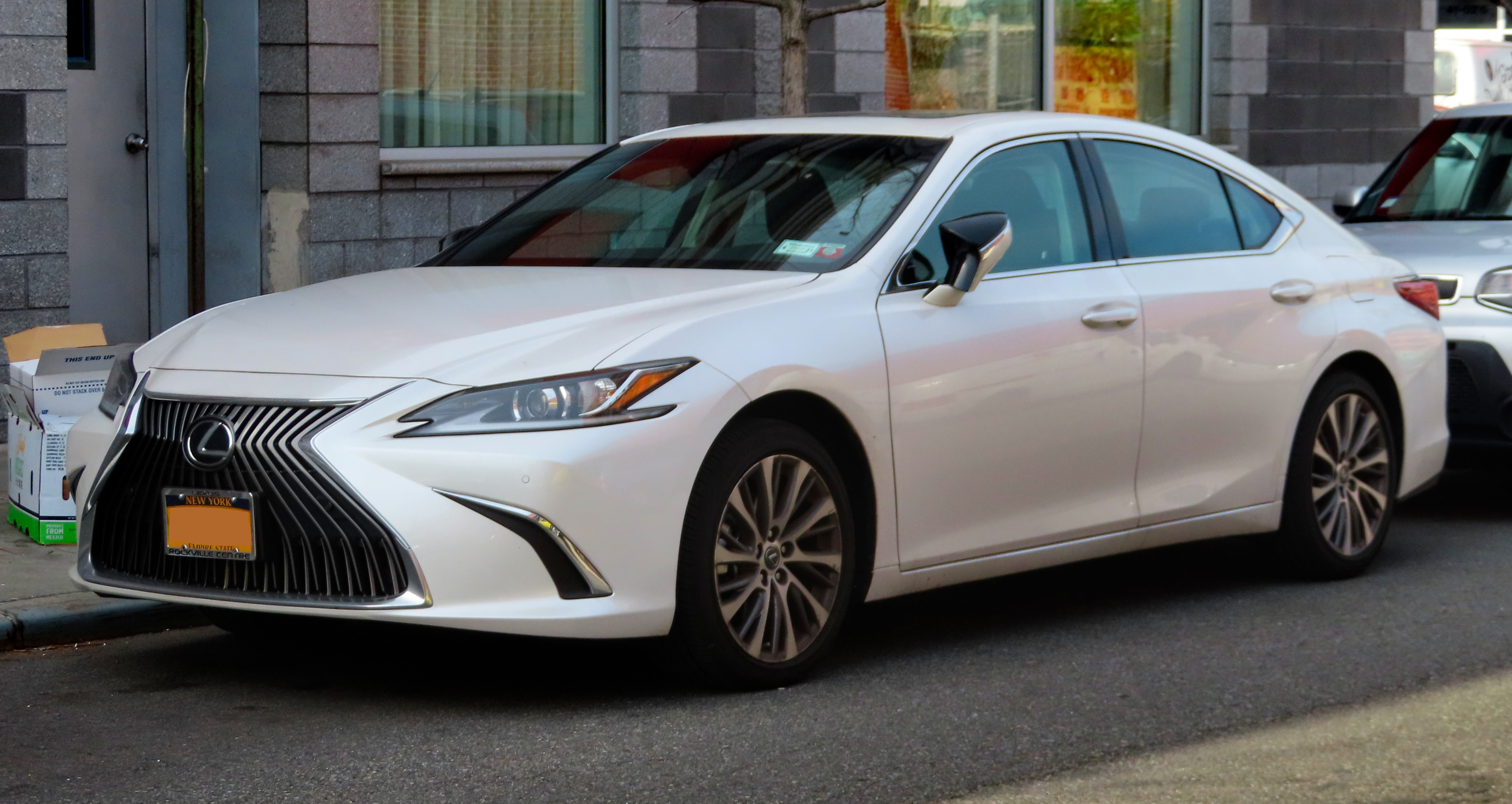
Lexus ES (XZ10)
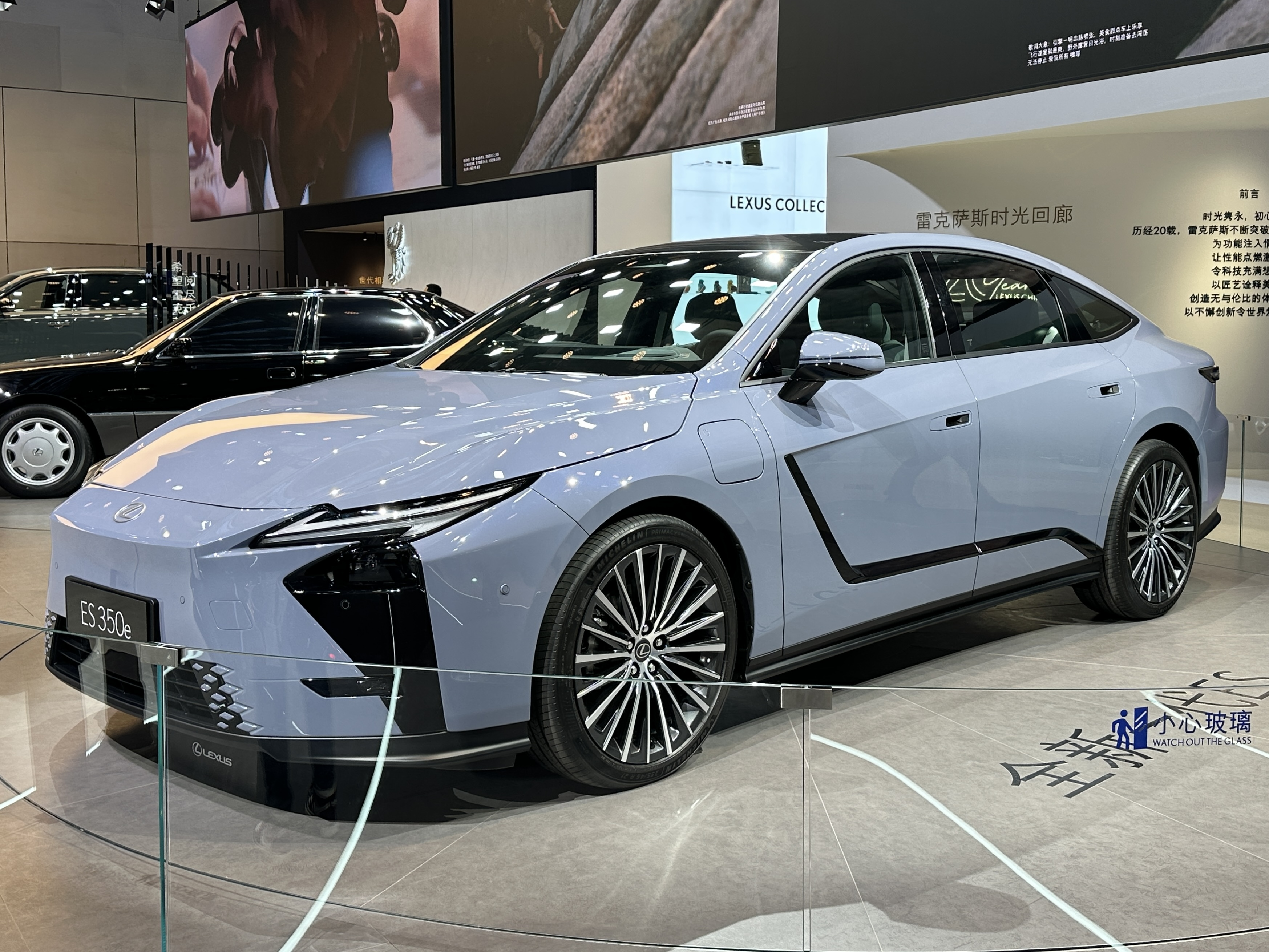
Lexus ES (XZ20)
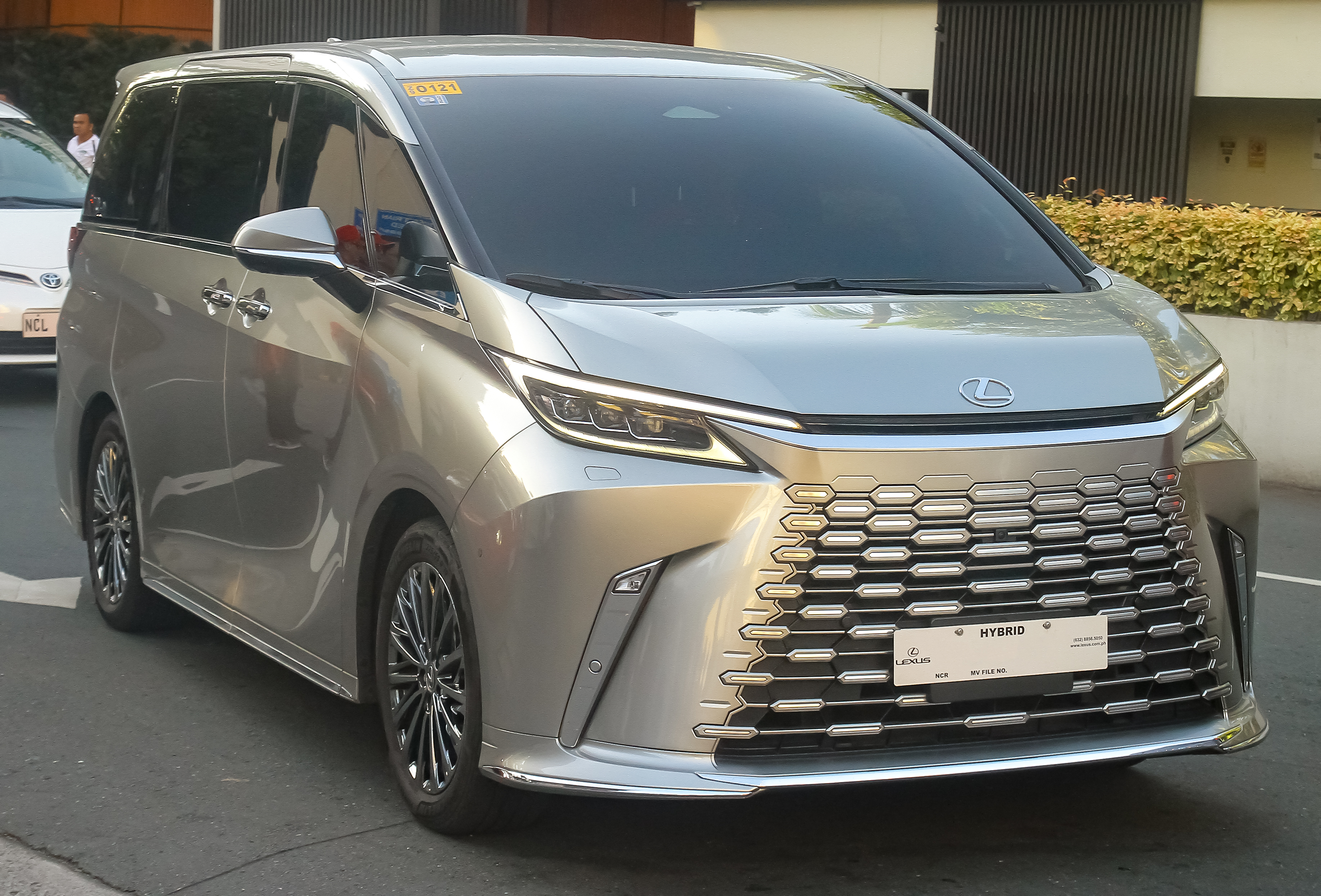
Lexus LM
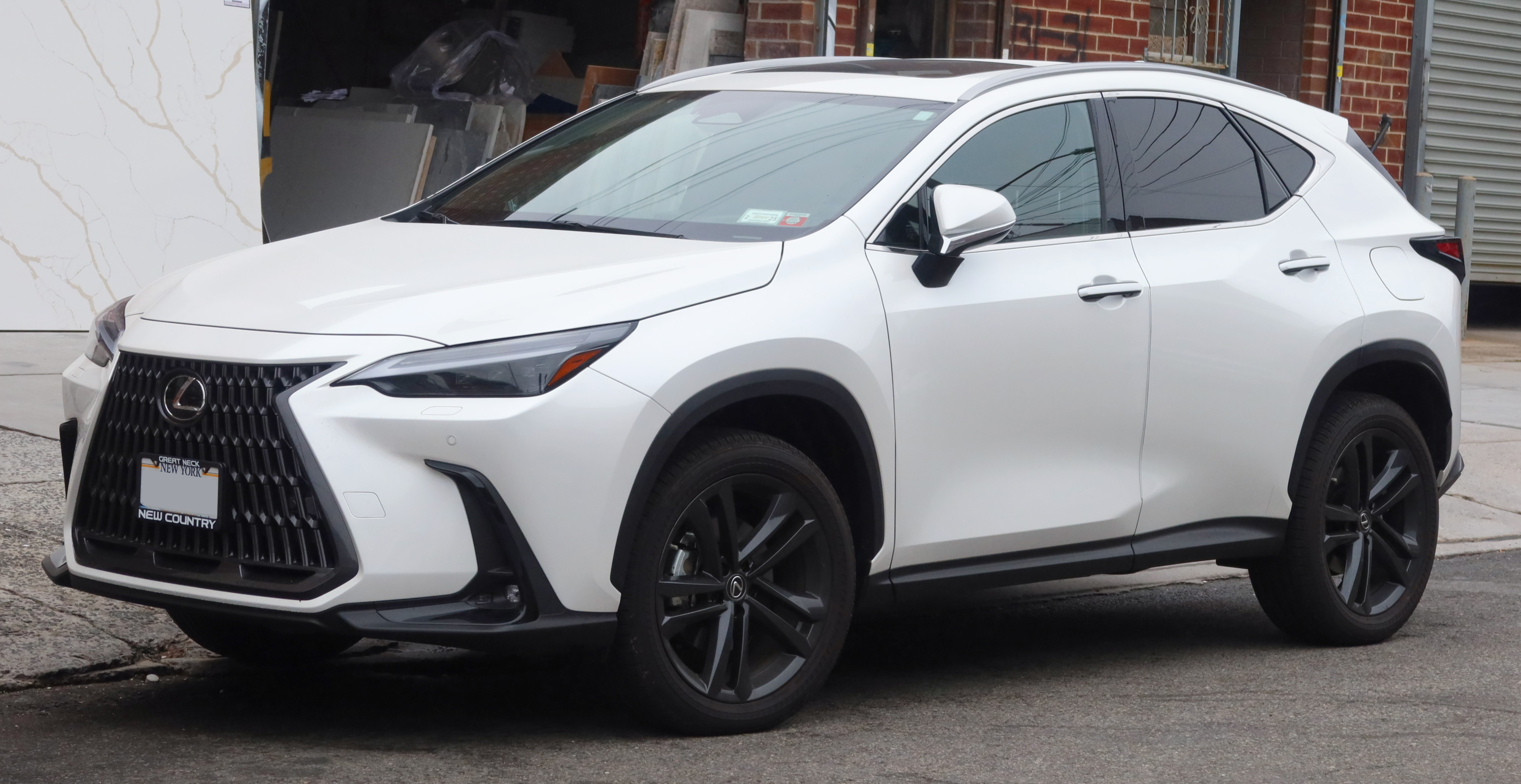
Lexus NX
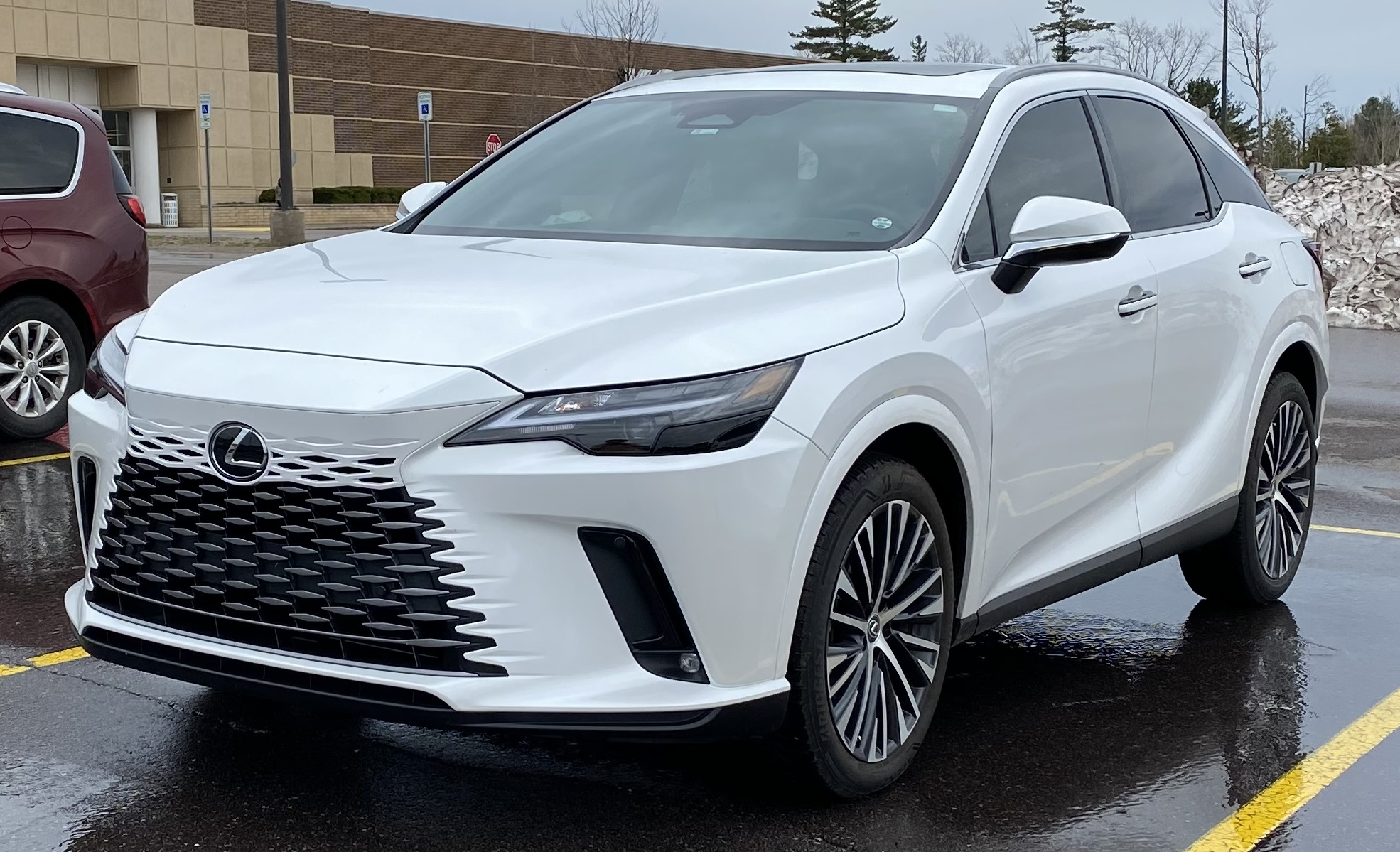
Lexus RX
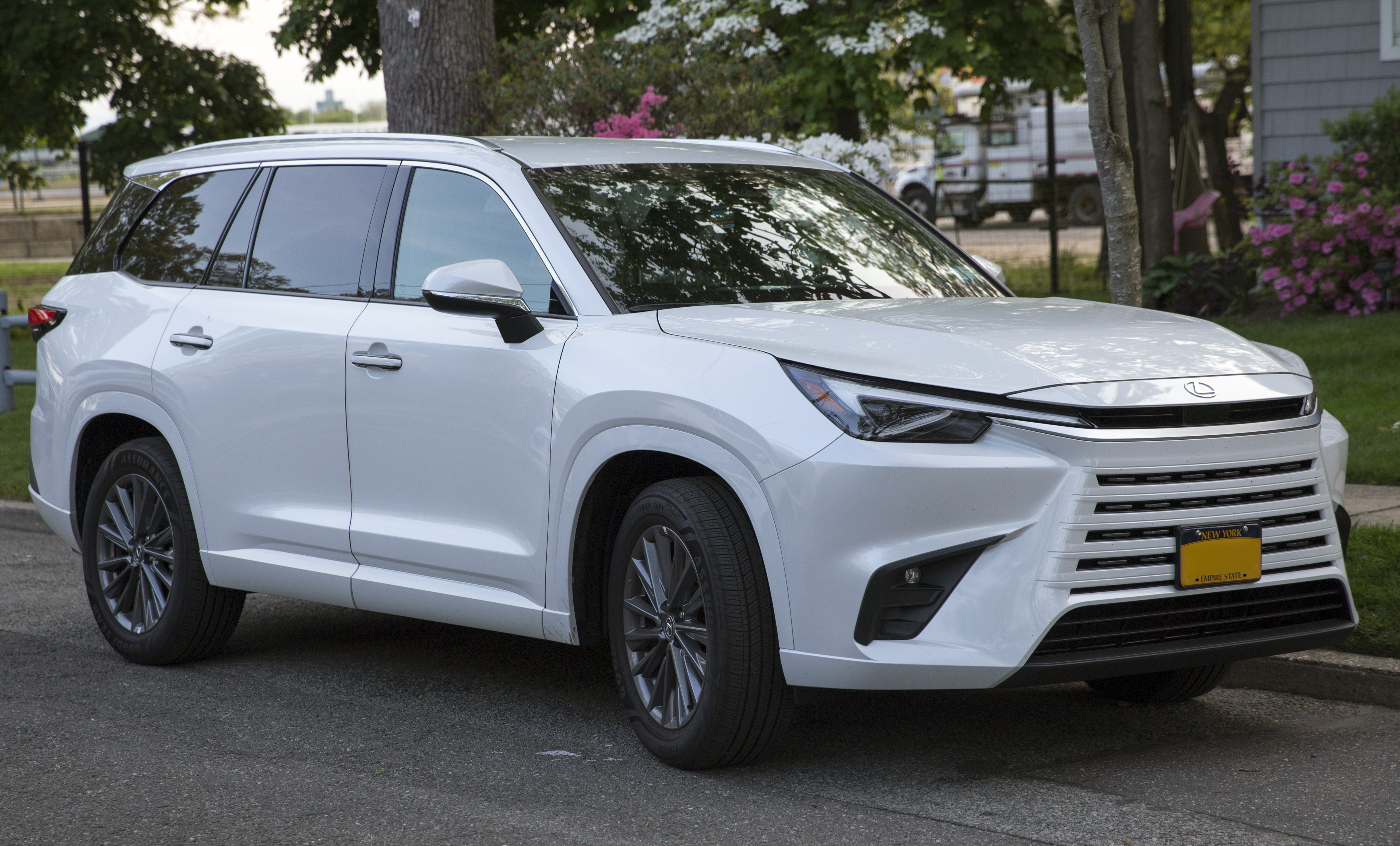
Lexus TX

## TNGA-L (GA-L)
Платформа TNGA-L лежить в основі автомобілів з цільним кузовом сегмента E або представницького класу, сегмента F або повнорозмірного розкішного автомобіля, а також сегмента S або гранд-турера. Платформа пропонується як у задньопривідному, так і в повнопривідному варіантах і поєднується з поздовжньо розташованим двигуном. Платформа також підтримує колісну базу 2870–3125 мм. Crown також випускався у вузькій версії шириною 1800 мм. TNGA-L замінює старішу платформу N.

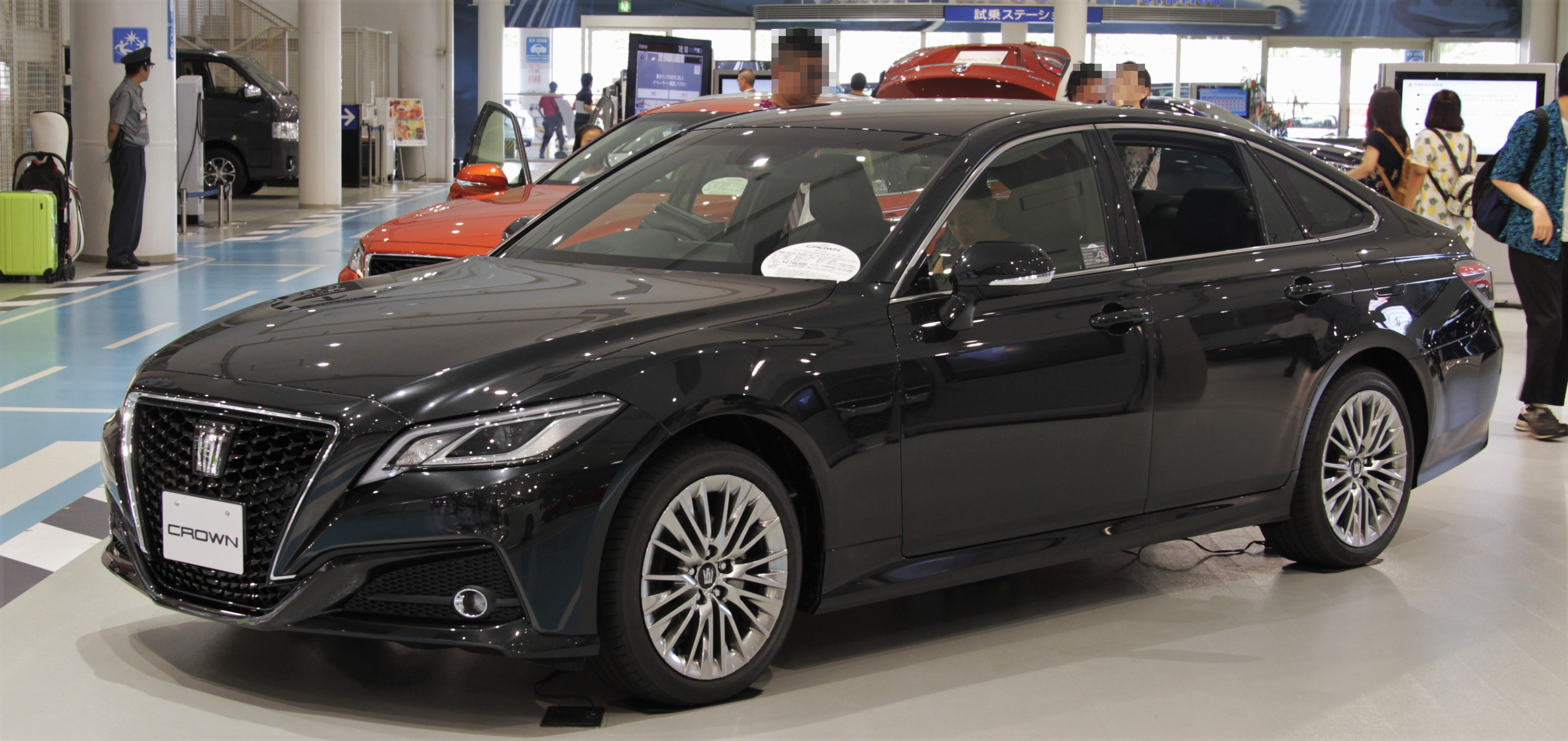
Toyota Crown Sedan (S220)
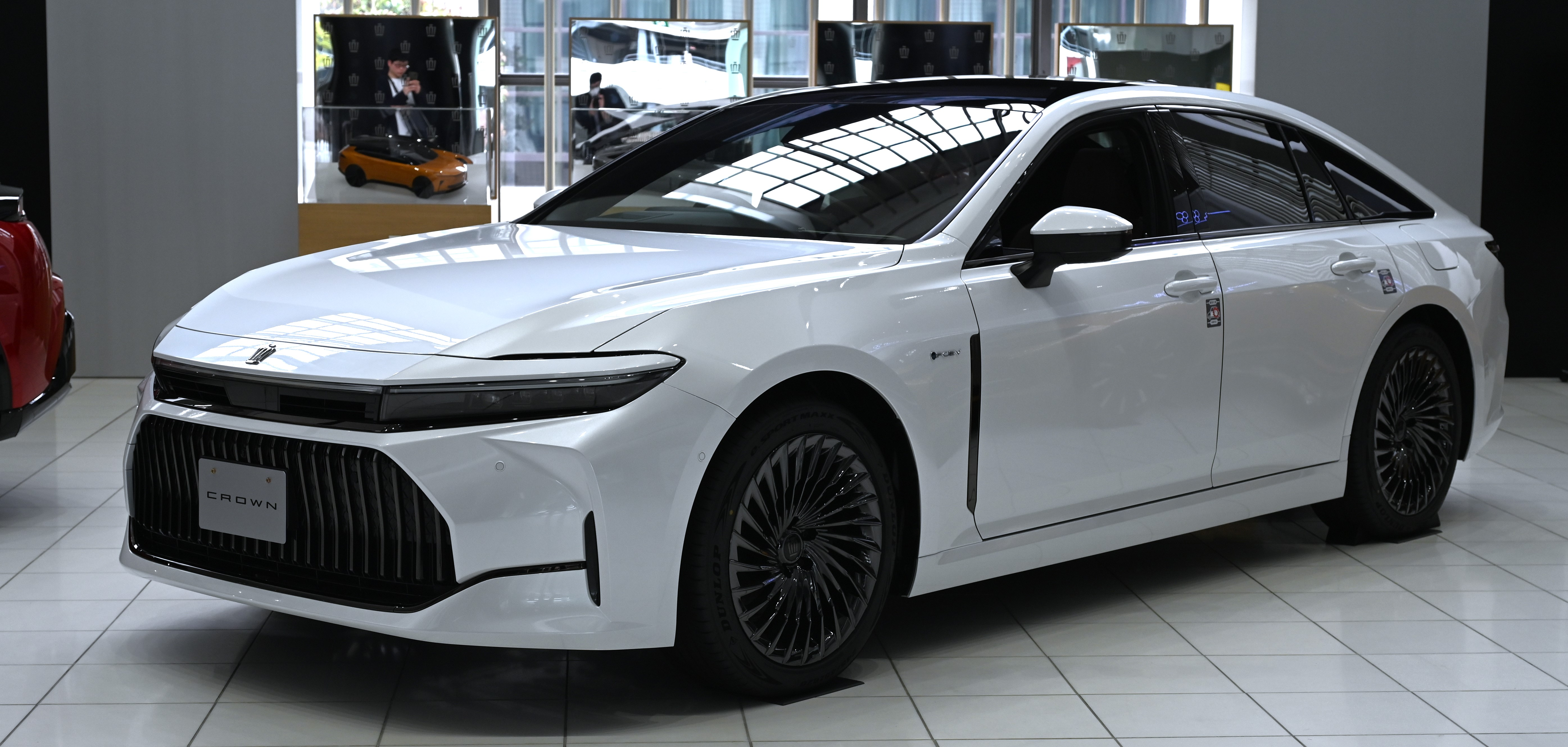
Toyota Crown Sedan (S230)
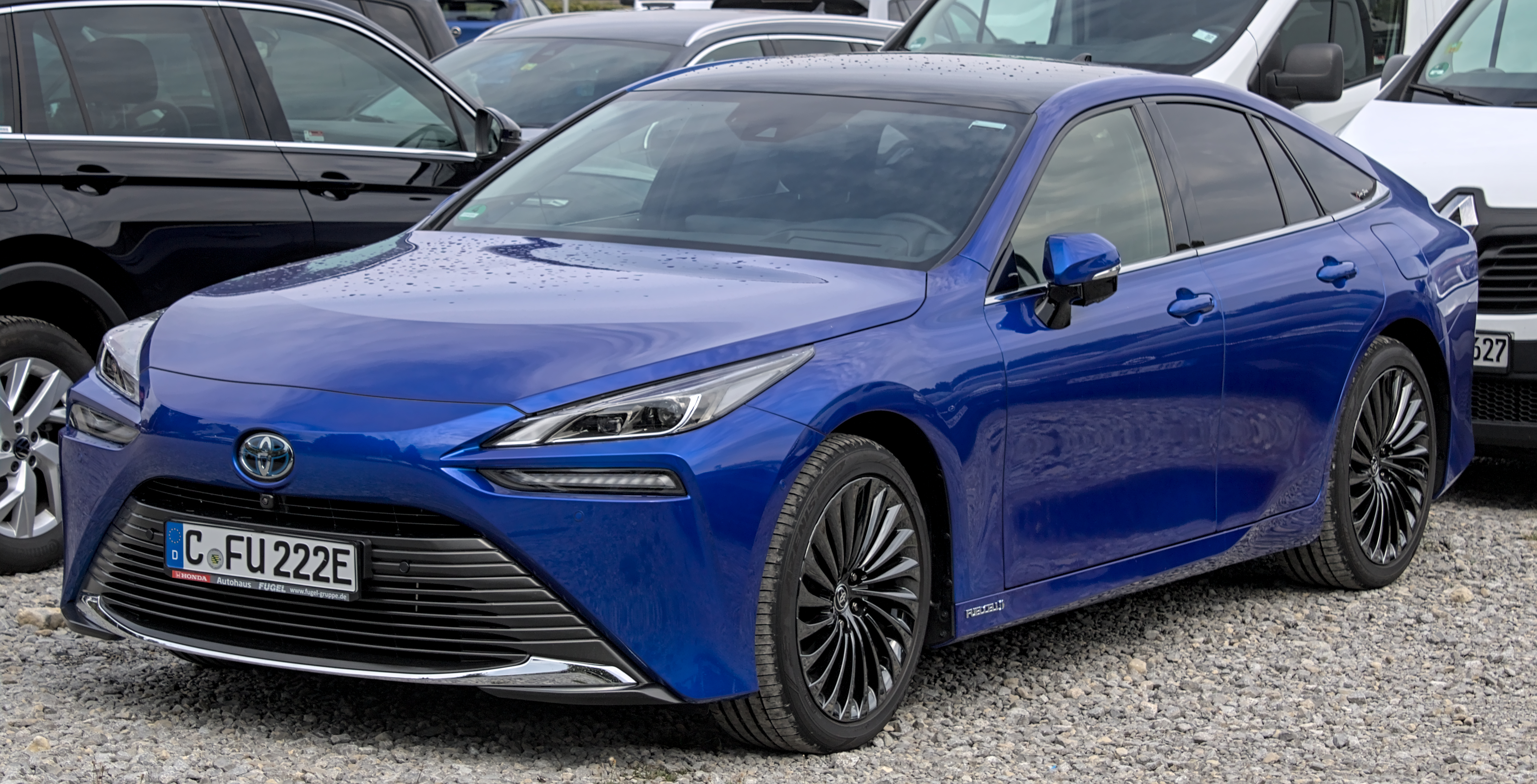
Toyota Mirai
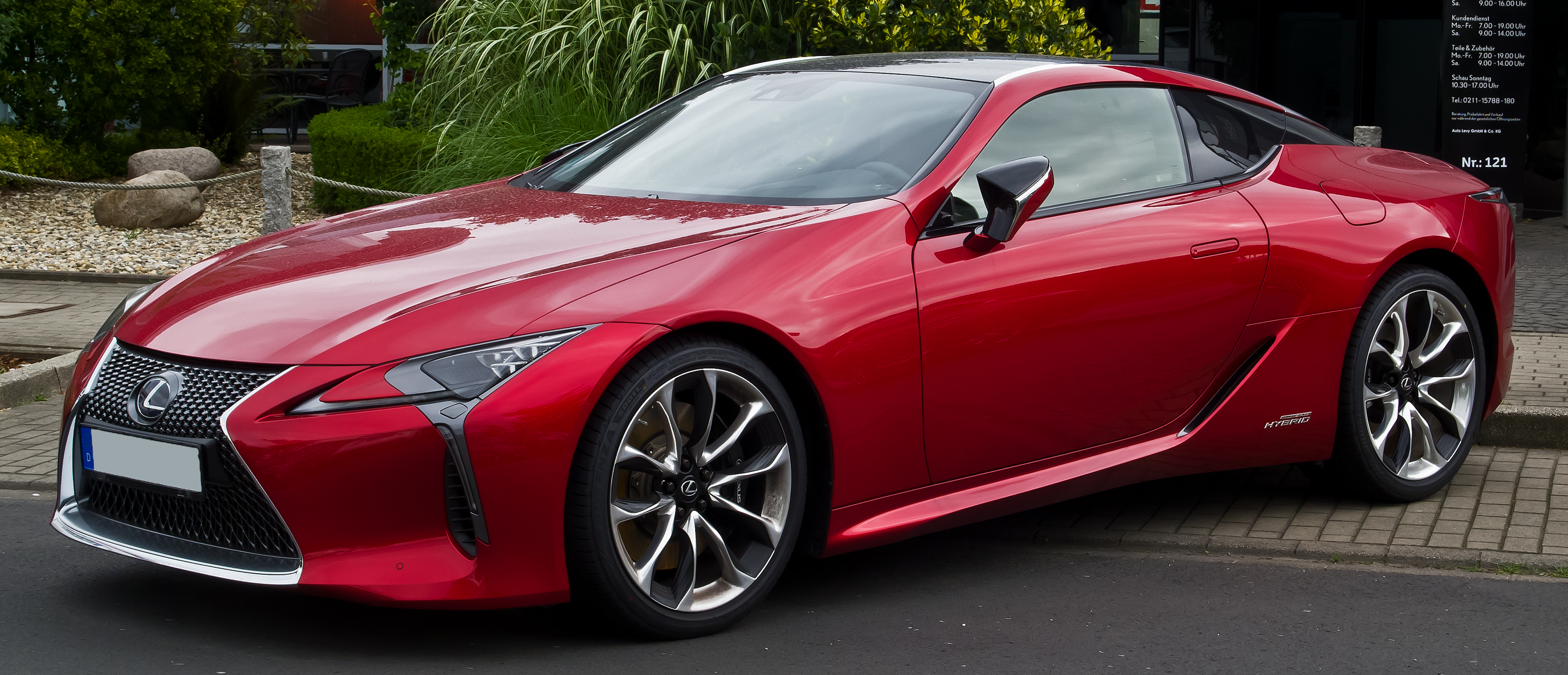
Lexus LC
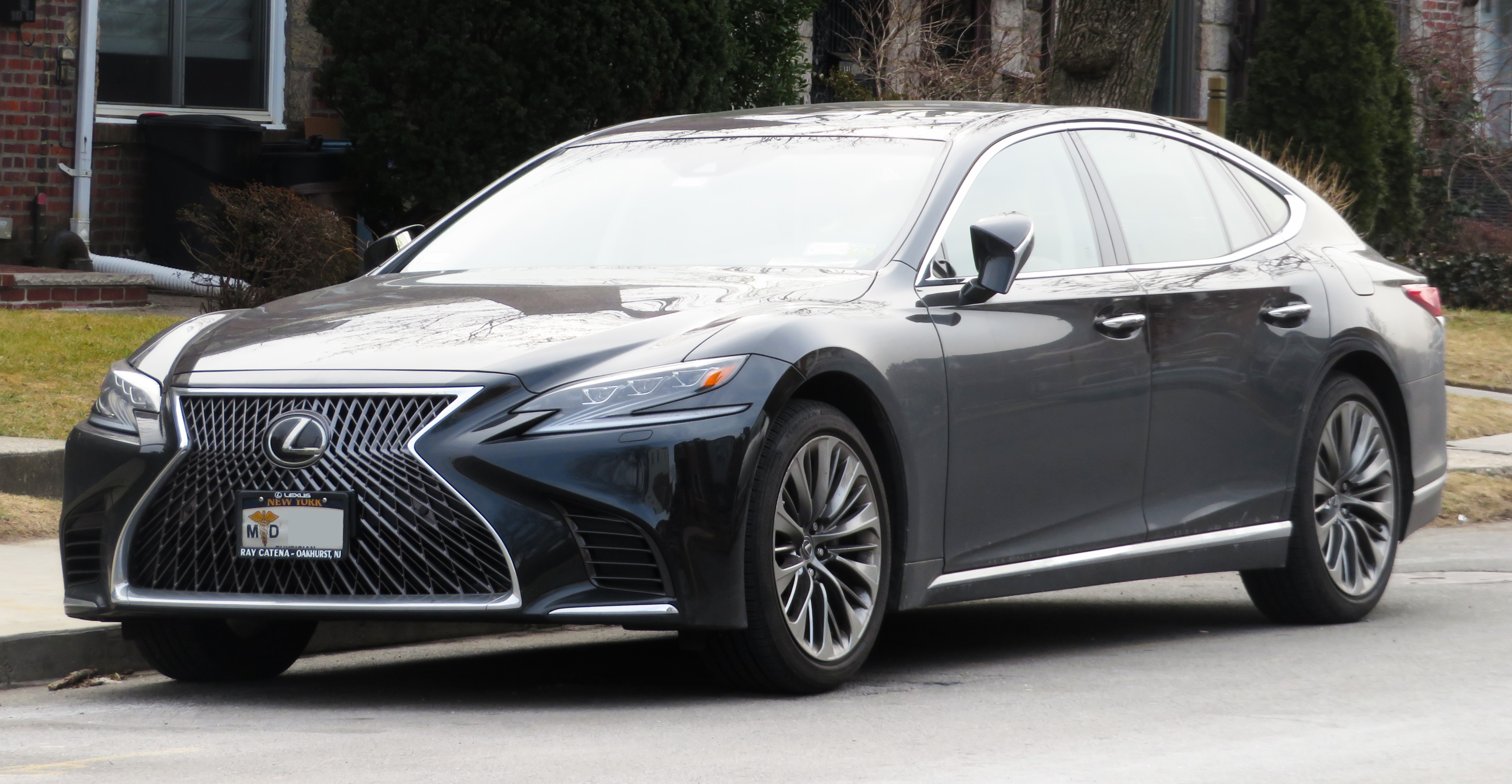
Lexus LS

## e-TNGA
e-TNGA — це модульна платформа, призначена для акумуляторних електромобілів, про яку було анонсовано в жовтні 2019 року. Внутрішньо відома як платформа 40PL, ця платформа дозволить пропонувати автомобілі різних типів і розмірів, різну ємність акумулятора, а також передній привід, задній привід або повний привід з двома двигунами. Архітектура автомобіля розділена на п'ять модулів. Це передній модуль, центральний модуль, задній модуль, акумулятор і двигун. Розробляється до трьох версій кожного модуля, включаючи три версії літій-іонного акумулятора. Першою моделлю на базі e-TNGA є кросовер bZ4X, який вперше був представлений у квітні 2021 року. Інші автомобілі, заплановані до 2025 року, включають середній позашляховик, середній мінівен, середній седан і великий позашляховик. Для моделей під брендом Subaru платформа також відома як e-Subaru Global Platform (e-SGP).

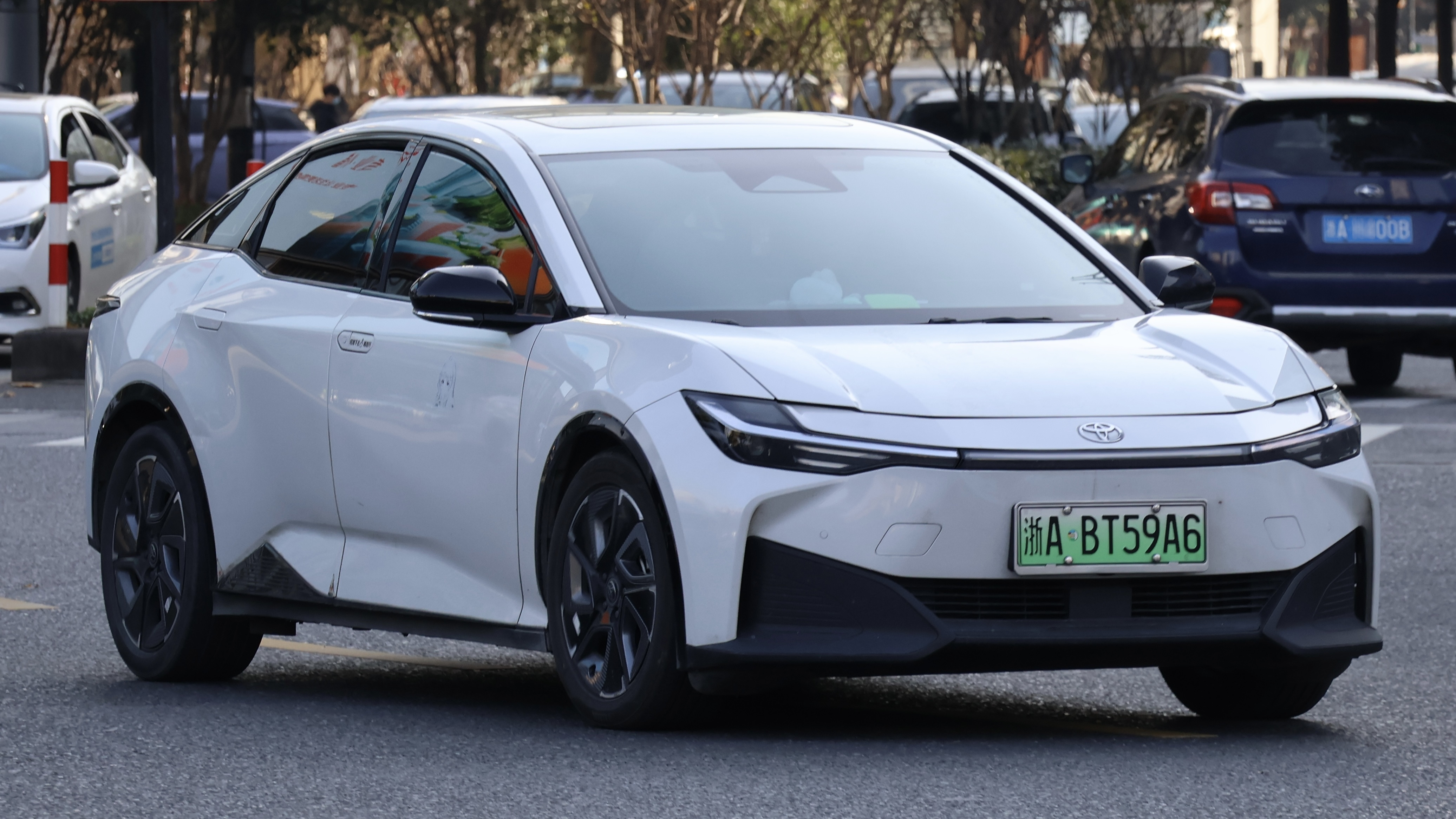
Toyota bZ3
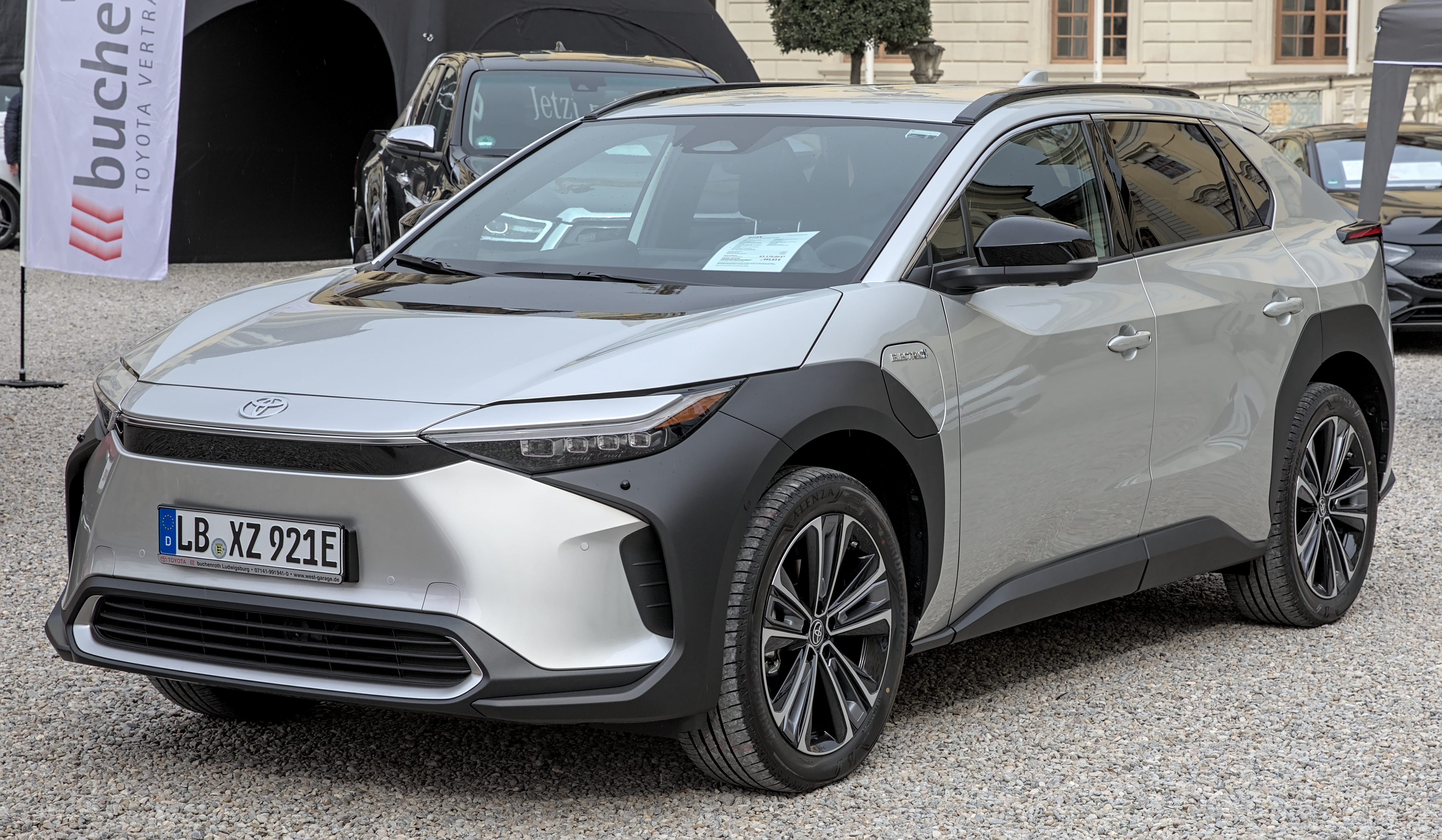
Toyota bZ4X
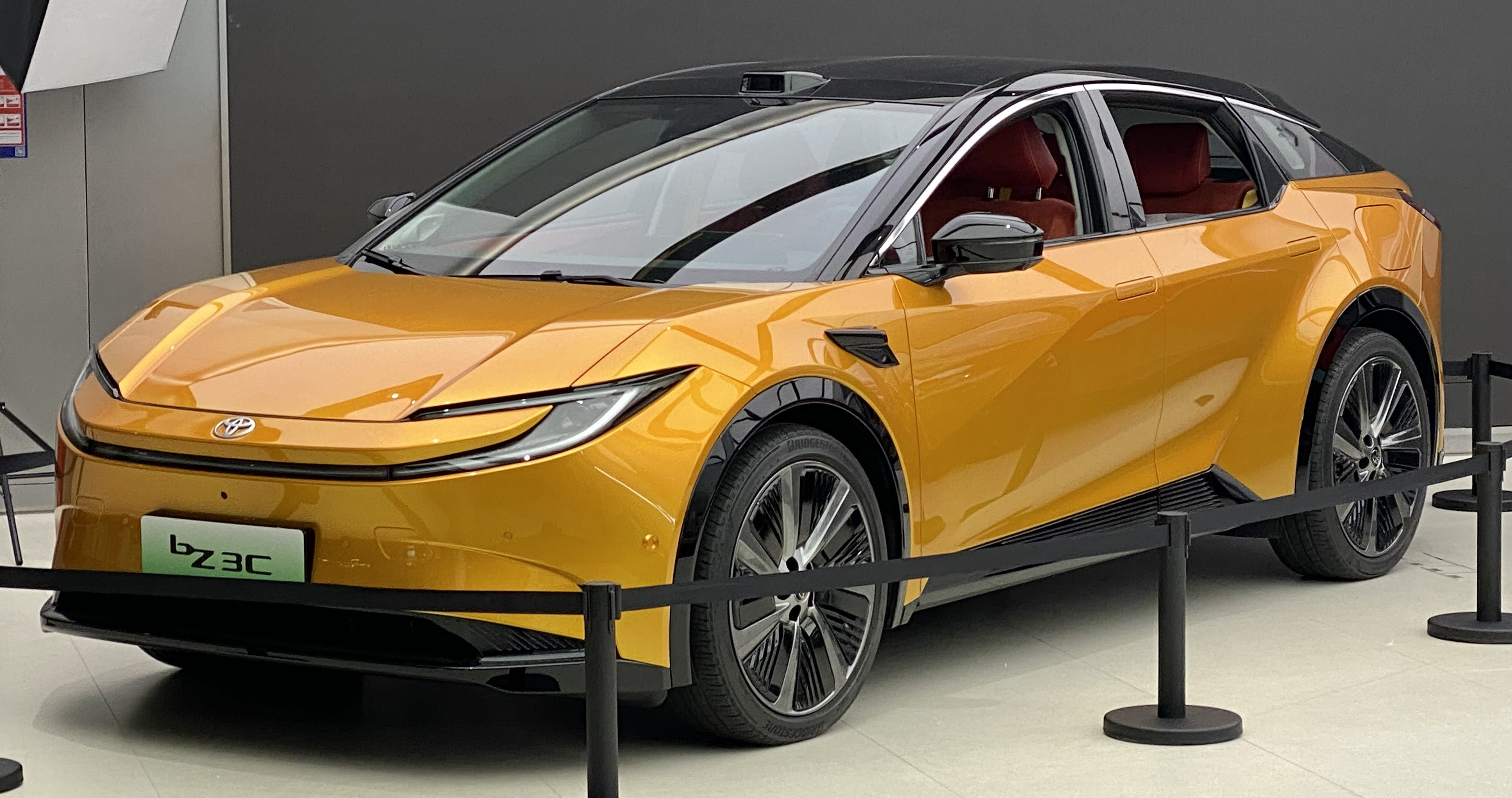
Toyota bZ5
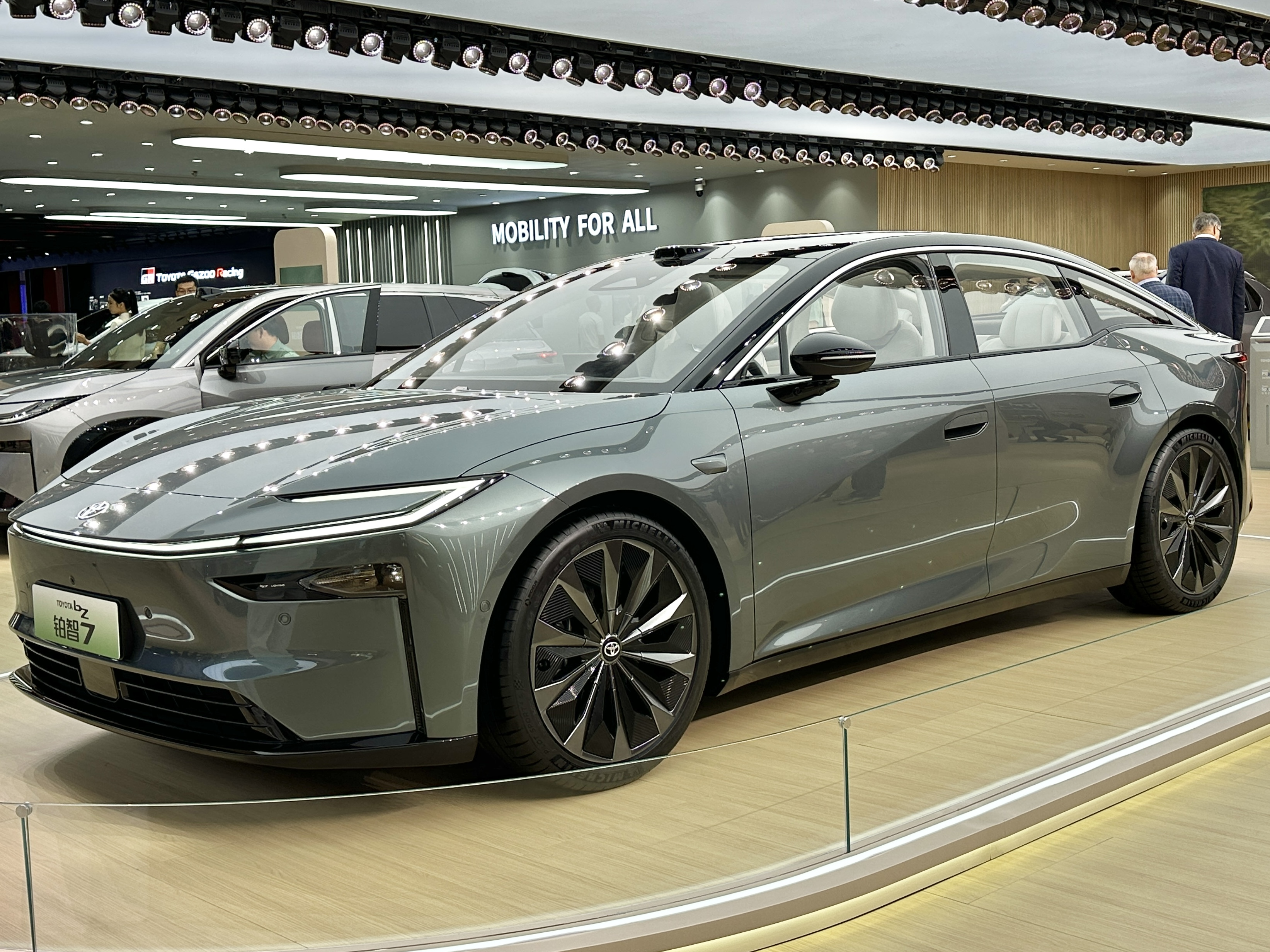
Toyota bZ7
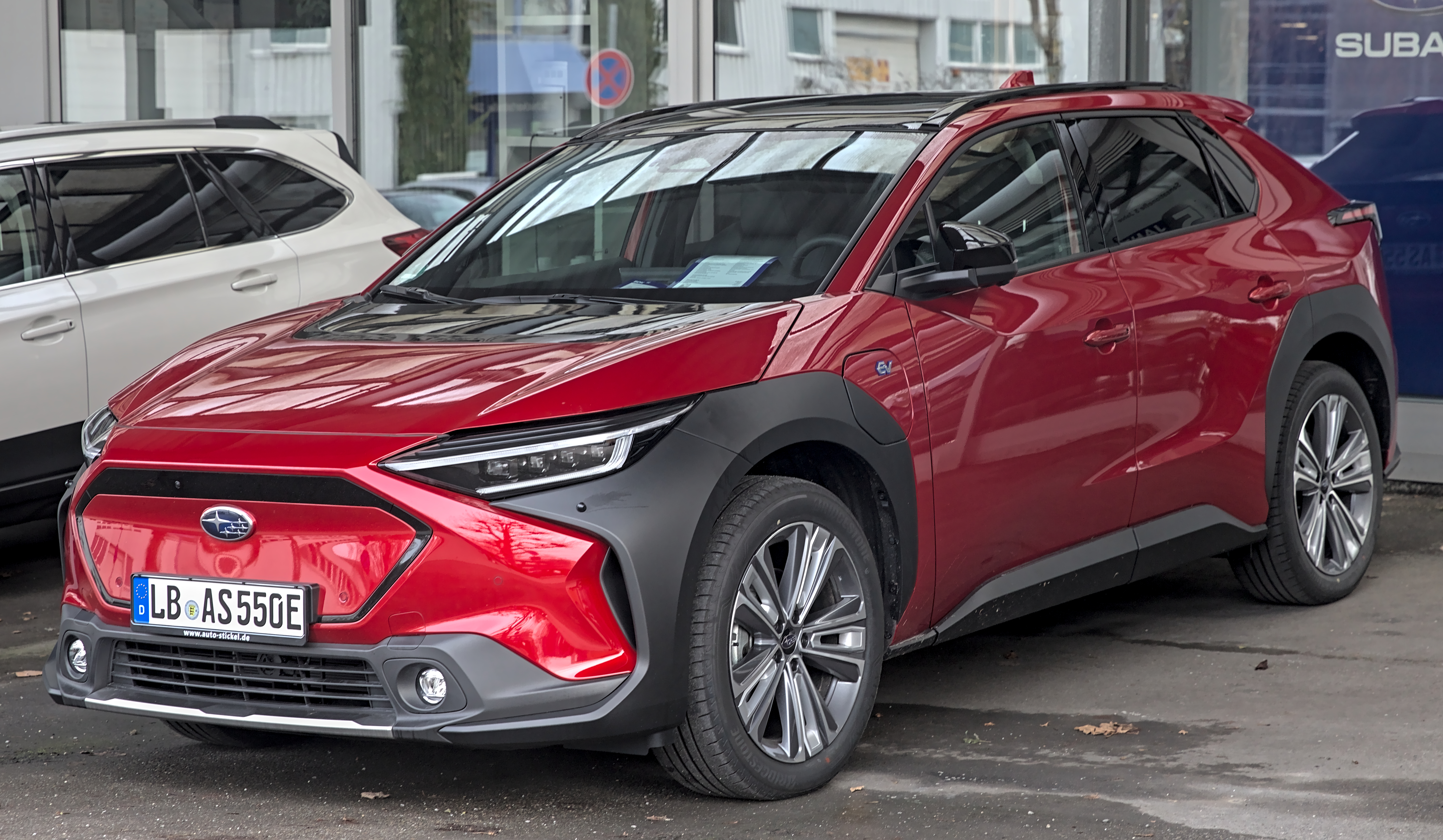
Subaru Solterra
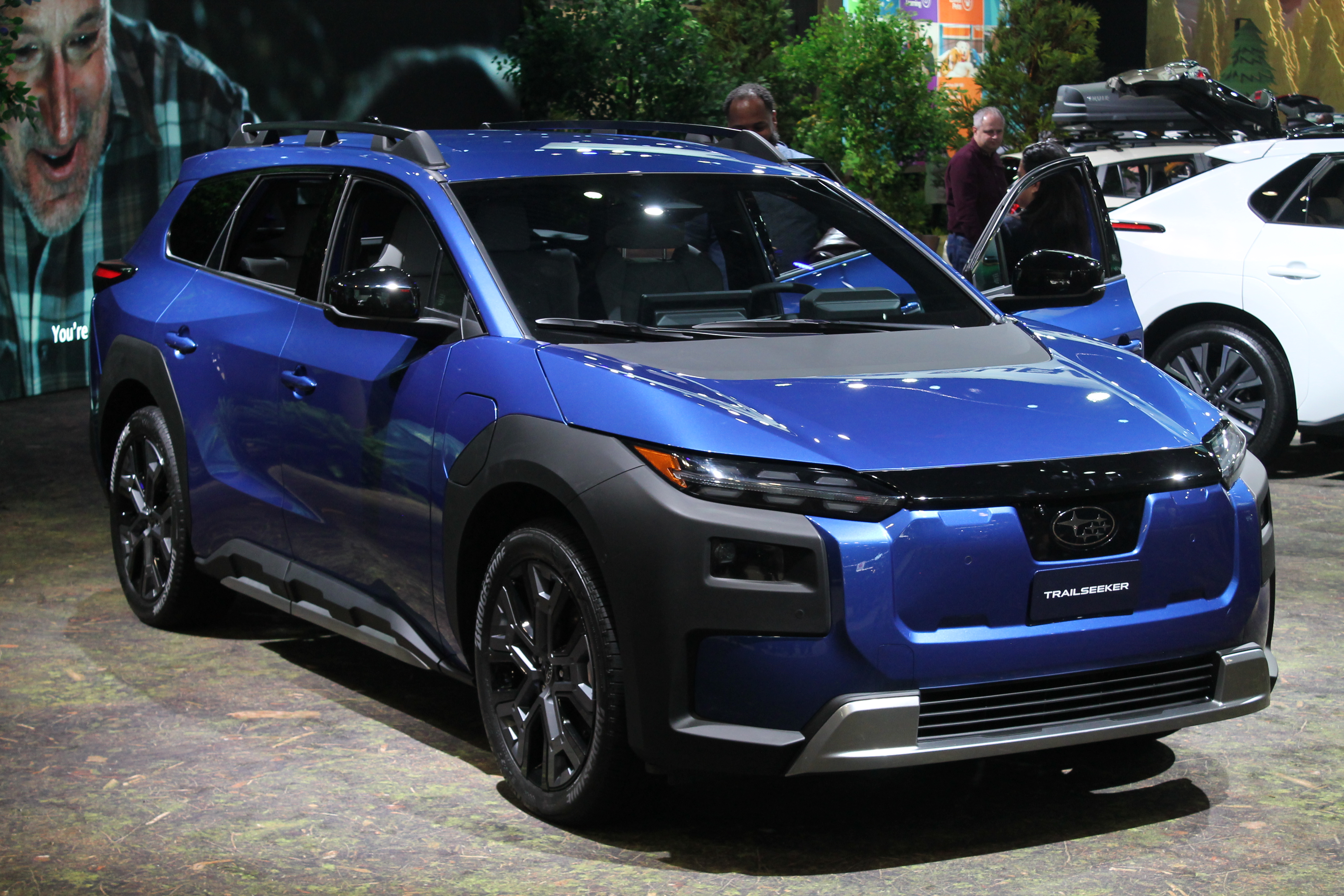
Subaru Trailseeker
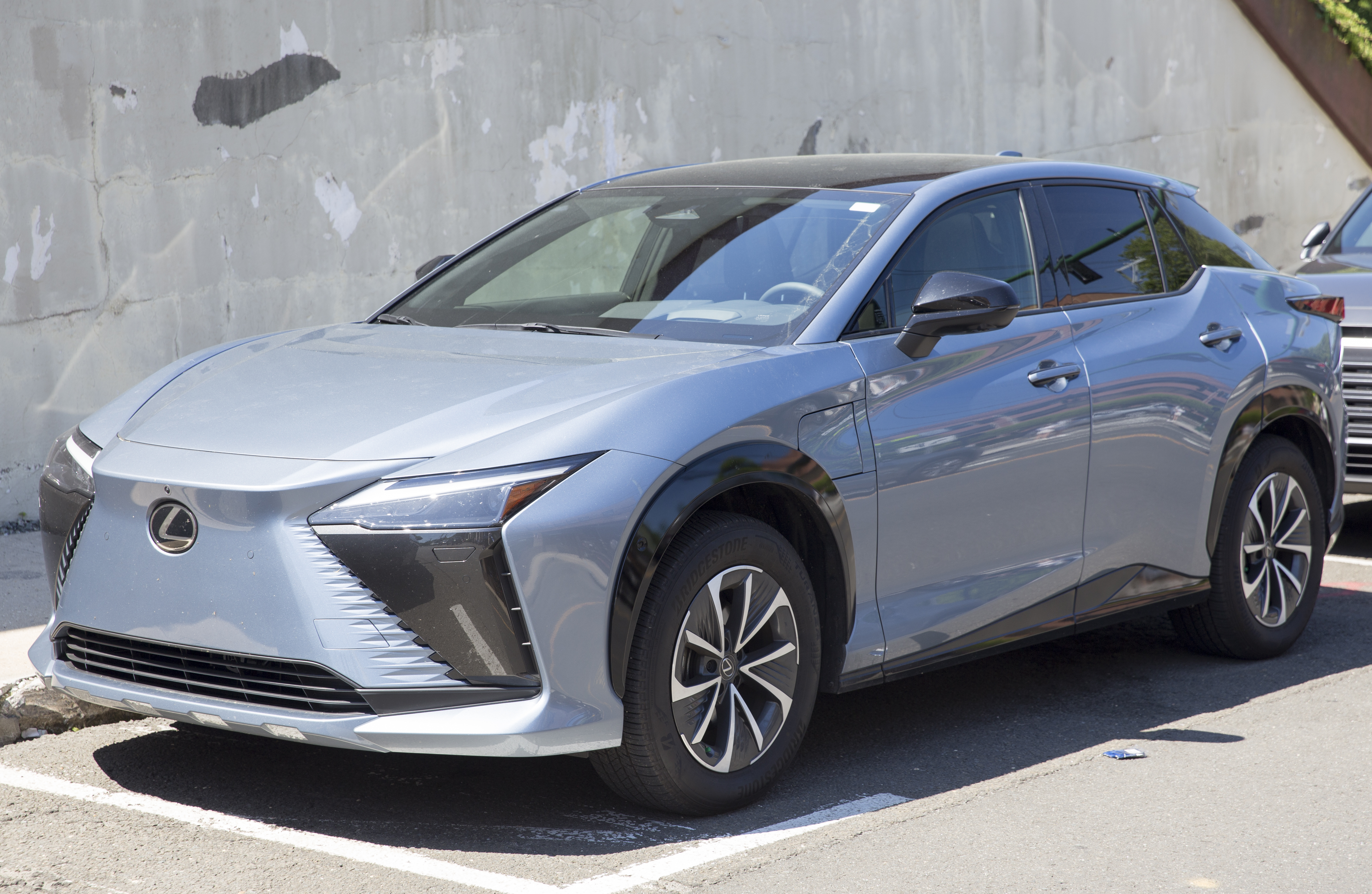
Lexus RZ